# Kvalomgångarna i Uefa Europa League 2020/2021
Kvalomgångarna i Uefa Europa League 2020/2021 inleddes den 18 augusti och avslutades den 1 oktober 2020.

## Inledande kvalomgång

### Sammanfattning
| Inledande kvalomgång – 16 deltagande klubblag | Inledande kvalomgång – 16 deltagande klubblag | Inledande kvalomgång – 16 deltagande klubblag |
| --------------------------------------------- | --------------------------------------------- | --------------------------------------------- |
| Lag 1                                         | Resultat                                      | Lag 2                                         |
| Tre Penne                                     | 1–3                                           | Gjilani                                       |
| Lincoln Red Imps                              | 00003–0 (TD)                                  | Prishtina                                     |
| FC Santa Coloma                               | 00000–0 (e.f.) (3–4 str.)                     | Iskra Danilovgrad                             |
| Engordany                                     | 1–3                                           | Zeta                                          |
| Glentoran                                     | 1–0                                           | HB                                            |
| St Joseph's                                   | 1–2                                           | B36                                           |
| Coleraine                                     | 1–0                                           | La Fiorita                                    |
| NSÍ                                           | 5–1                                           | Barry Town United                             |

### Matcher
|             | 18 augusti 2020 | Engordany                    | 1 – 3           | Zeta                                                      | Estadi Comunal                                             |                                                            |
| 20:00 UTC+2 | 20:00 UTC+2     | Sebastián Gómez 90+4′ (str.) | (0 – 1) Rapport | 45+1′ Ivan Vukčević 54′ Mijat Lambulić 63′ Lazar Lambulić | Andorra la Vella Publik: 0 Domare: Juxhin Xhaja (Albanien) | Andorra la Vella Publik: 0 Domare: Juxhin Xhaja (Albanien) |
| 20:00 UTC+2 | 20:00 UTC+2     |                              |                 |                                                           | Andorra la Vella Publik: 0 Domare: Juxhin Xhaja (Albanien) | Andorra la Vella Publik: 0 Domare: Juxhin Xhaja (Albanien) |
| 20:00 UTC+2 | 20:00 UTC+2     |                              |                 |                                                           | Andorra la Vella Publik: 0 Domare: Juxhin Xhaja (Albanien) | Andorra la Vella Publik: 0 Domare: Juxhin Xhaja (Albanien) |

|             | 20 augusti 2020 | St Joseph's | 1 – 2           | B36                                               | Victoria Stadium                                       |                                                        |
| 17:30 UTC+2 | 17:30 UTC+2     | Boro 30′    | (1 – 2) Rapport | 28′ Michał Przybylski 43′ (str.) Alex Mellemgaard | Gibraltar Publik: 0 Domare: Jasmin Šabotić (Luxemburg) | Gibraltar Publik: 0 Domare: Jasmin Šabotić (Luxemburg) |
| 17:30 UTC+2 | 17:30 UTC+2     |             |                 |                                                   | Gibraltar Publik: 0 Domare: Jasmin Šabotić (Luxemburg) | Gibraltar Publik: 0 Domare: Jasmin Šabotić (Luxemburg) |
| 17:30 UTC+2 | 17:30 UTC+2     |             |                 |                                                   | Gibraltar Publik: 0 Domare: Jasmin Šabotić (Luxemburg) | Gibraltar Publik: 0 Domare: Jasmin Šabotić (Luxemburg) |

|             | 20 augusti 2020 | NSÍ                                                             | 5 – 1           | Barry Town United  | Svangaskarð                                      |                                                  |
| 18:00 UTC+1 | 18:00 UTC+1     | Klæmint Olsen 52′, 63′, 74′ Petur Knudsen 67′ Steffan Løkin 83′ | (0 – 0) Rapport | 88′ Kayne McLaggon | Toftir Publik: 0 Domare: Pavel Rejžek (Tjeckien) | Toftir Publik: 0 Domare: Pavel Rejžek (Tjeckien) |
| 18:00 UTC+1 | 18:00 UTC+1     |                                                                 |                 |                    | Toftir Publik: 0 Domare: Pavel Rejžek (Tjeckien) | Toftir Publik: 0 Domare: Pavel Rejžek (Tjeckien) |
| 18:00 UTC+1 | 18:00 UTC+1     |                                                                 |                 |                    | Toftir Publik: 0 Domare: Pavel Rejžek (Tjeckien) | Toftir Publik: 0 Domare: Pavel Rejžek (Tjeckien) |

|             | 20 augusti 2020 | FC Santa Coloma                                                        | 0000 0 – 0 (e.fl.)         | Iskra Danilovgrad                                                       | Estadi Comunal                                            |                                                           |
| 19:30 UTC+2 | 19:30 UTC+2     |                                                                        | Rapport                    |                                                                         | Andorra la Vella Publik: 0 Domare: Keith Kennedy (Irland) | Andorra la Vella Publik: 0 Domare: Keith Kennedy (Irland) |
| 19:30 UTC+2 | 19:30 UTC+2     |                                                                        |                            |                                                                         | Andorra la Vella Publik: 0 Domare: Keith Kennedy (Irland) | Andorra la Vella Publik: 0 Domare: Keith Kennedy (Irland) |
| 19:30 UTC+2 | 19:30 UTC+2     | Aleix Cisteró Juanma Miranda Hamza Ryahi Bouharma Camochu Pedro Santos | Straffsparksläggning 3 – 4 | Milan Đurišić Ognjen Obradović Ivan Vuković Balsa Boričić Miloš Drinčić | Andorra la Vella Publik: 0 Domare: Keith Kennedy (Irland) | Andorra la Vella Publik: 0 Domare: Keith Kennedy (Irland) |

|             | 20 augusti 2020 | Glentoran         | 1 – 0           | HB | The Oval                                            |                                                     |
| 19:30 UTC+1 | 19:30 UTC+1     | Robbie McDaid 42′ | (1 – 0) Rapport |    | Belfast Publik: 0 Domare: Lukas Fähndrich (Schweiz) | Belfast Publik: 0 Domare: Lukas Fähndrich (Schweiz) |
| 19:30 UTC+1 | 19:30 UTC+1     |                   |                 |    | Belfast Publik: 0 Domare: Lukas Fähndrich (Schweiz) | Belfast Publik: 0 Domare: Lukas Fähndrich (Schweiz) |
| 19:30 UTC+1 | 19:30 UTC+1     |                   |                 |    | Belfast Publik: 0 Domare: Lukas Fähndrich (Schweiz) | Belfast Publik: 0 Domare: Lukas Fähndrich (Schweiz) |

|             | 20 augusti 2020 | Coleraine            | 1 – 0           | La Fiorita | The Showgrounds                                                   |                                                                   |
| 19:30 UTC+1 | 19:30 UTC+1     | James McLaughlin 89′ | (0 – 0) Rapport |            | Coleraine Publik: 0 Domare: Christian-Petru Ciochirca (Österrike) | Coleraine Publik: 0 Domare: Christian-Petru Ciochirca (Österrike) |
| 19:30 UTC+1 | 19:30 UTC+1     |                      |                 |            | Coleraine Publik: 0 Domare: Christian-Petru Ciochirca (Österrike) | Coleraine Publik: 0 Domare: Christian-Petru Ciochirca (Österrike) |
| 19:30 UTC+1 | 19:30 UTC+1     |                      |                 |            | Coleraine Publik: 0 Domare: Christian-Petru Ciochirca (Österrike) | Coleraine Publik: 0 Domare: Christian-Petru Ciochirca (Österrike) |

|             | 21 augusti 2020 | Tre Penne      | 1 – 3           | Gjilani                                          | San Marino Stadium                                   |                                                      |
| 20:00 UTC+2 | 20:00 UTC+2     | Nicola Gai 16′ | (1 – 1) Rapport | 24′ Darko Nikač 64′ Fiton Hajdari 68′ Ardit Hila | Serravalle Publik: 0 Domare: Alex Troleis (Färöarna) | Serravalle Publik: 0 Domare: Alex Troleis (Färöarna) |
| 20:00 UTC+2 | 20:00 UTC+2     |                |                 |                                                  | Serravalle Publik: 0 Domare: Alex Troleis (Färöarna) | Serravalle Publik: 0 Domare: Alex Troleis (Färöarna) |
| 20:00 UTC+2 | 20:00 UTC+2     |                |                 |                                                  | Serravalle Publik: 0 Domare: Alex Troleis (Färöarna) | Serravalle Publik: 0 Domare: Alex Troleis (Färöarna) |

| [ b ]       | 22 augusti 2020 | Lincoln Red Imps | 00003 – 0 (TD) | Prishtina | Victoria Stadium                                    |                                                     |
| 18:00 UTC+2 | 18:00 UTC+2     |                  | Rapport        |           | Gibraltar Publik: 0 Domare: David Munro (Skottland) | Gibraltar Publik: 0 Domare: David Munro (Skottland) |
| 18:00 UTC+2 | 18:00 UTC+2     |                  |                |           | Gibraltar Publik: 0 Domare: David Munro (Skottland) | Gibraltar Publik: 0 Domare: David Munro (Skottland) |
| 18:00 UTC+2 | 18:00 UTC+2     |                  |                |           | Gibraltar Publik: 0 Domare: David Munro (Skottland) | Gibraltar Publik: 0 Domare: David Munro (Skottland) |

## Första kvalomgången

### Sammanfattning
| Första kvalomgången – 94 deltagande klubblag | Första kvalomgången – 94 deltagande klubblag | Första kvalomgången – 94 deltagande klubblag |
| -------------------------------------------- | -------------------------------------------- | -------------------------------------------- |
| Lag 1                                        | Resultat                                     | Lag 2                                        |
| Maribor                                      | 00002–2 (e.f.) (4–5 str.)                    | Coleraine                                    |
| Olimpija Ljubljana                           | 00002–1 (e.f.)                               | Víkingur                                     |
| B36                                          | 00004–3 (e.f.)                               | Levadia                                      |
| Riteriai                                     | 00003–2 (e.f.)                               | Derry City                                   |
| Žalgiris                                     | 2–0                                          | Paide Linnameeskond                          |
| Budapest Honvéd                              | 00002–1 (e.f.)                               | Inter Åbo                                    |
| Zrinjski Mostar                              | 3–0                                          | Differdange 03                               |
| Valletta                                     | 0–1                                          | Bala Town                                    |
| Lincoln Red Imps                             | 2–0                                          | Union Titus Pétange                          |
| Rosenborg BK                                 | 4–2                                          | Breiðablik                                   |
| Aberdeen                                     | 6–0                                          | NSÍ                                          |
| Motherwell                                   | 5–1                                          | Glentoran                                    |
| Hammarby IF                                  | 3–0                                          | Puskás Akadémia                              |
| Malmö FF                                     | 2–0                                          | Cracovia                                     |
| Kukësi                                       | 2–1                                          | Slavija Sofia                                |
| Ventspils                                    | 2–1                                          | Dinamo-Auto                                  |
| Sjachtar Salihorsk                           | 00000–0 (e.f.) (1–4 str.)                    | Sfântul Gheorghe                             |
| Dinamo Minsk                                 | 0–2                                          | Piast Gliwice                                |
| AGF                                          | 5–2                                          | Honka                                        |
| Shamrock Rovers                              | 00002–2 (e.f.) (12–11 str.)                  | Ilves                                        |
| FH                                           | 0–2                                          | Dunajská Streda                              |
| The New Saints                               | 00003–1 (e.f.)                               | Žilina                                       |
| Vaduz                                        | 0–2                                          | Hibernians                                   |
| Servette                                     | 3–0                                          | Ružomberok                                   |
| Nefttji                                      | 2–1                                          | Shkupi                                       |
| Keşla                                        | 00000–0 (e.f.) (4–5 str.)                    | Laçi                                         |
| Hapoel Be'er Sheva                           | 3–0                                          | Dinamo Batumi                                |
| Nõmme Kalju                                  | 0–4                                          | Mura                                         |
| FK Bodø/Glimt                                | 6–1                                          | Kauno Žalgiris                               |
| Fehérvár                                     | 00001–1 (e.f.) (4–2 str.)                    | Bohemian                                     |
| Apollon Limassol                             | 5–1                                          | Saburtalo Tbilisi                            |
| Maccabi Haifa                                | 3–1                                          | Željezničar                                  |
| Alashkert                                    | 0–1                                          | Renova                                       |
| Partizan                                     | 1–0                                          | RFS                                          |
| Lech Poznań                                  | 3–0                                          | Valmiera                                     |
| Ordabasy                                     | 1–2                                          | Botoșani                                     |
| Steaua București                             | 3–0                                          | Sjirak                                       |
| Progrès Niederkorn                           | 3–0                                          | Zeta                                         |
| CSKA Sofia                                   | 2–1                                          | Sirens                                       |
| Petrocub Hîncești                            | 0–2                                          | TSC Bačka Topola                             |
| Sumgajit                                     | 0–2                                          | Shkëndija                                    |
| Qajrat                                       | 4–1                                          | Noah                                         |
| Lokomotivi Tbilisi                           | 2–1                                          | Universitatea Craiova                        |
| Teuta                                        | 2–0                                          | Beitar Jerusalem                             |
| Borac Banja Luka                             | 1–0                                          | Sutjeska Nikšić                              |
| Iskra Danilovgrad                            | 0–1                                          | Lokomotiv Plovdiv                            |
| Gjilani                                      | 00000–2 (e.f.)                               | APOEL                                        |

### Matcher
|             | 25 augusti 2020 | Riteriai                                         | 0000 3 – 2 (e.fl.) | Derry City                    | LFF Stadium                                          |                                                      |
| 19:30 UTC+3 | 19:30 UTC+3     | Gytis Paulauskas 39′, 49′ Donatas Kazlauskas 91′ | (1 – 1) Rapport    | 18′ Joe Thomson 63′ Eoin Toal | Vilnius Publik: 0 Domare: Ville Nevalainen (Finland) | Vilnius Publik: 0 Domare: Ville Nevalainen (Finland) |
| 19:30 UTC+3 | 19:30 UTC+3     |                                                  |                    |                               | Vilnius Publik: 0 Domare: Ville Nevalainen (Finland) | Vilnius Publik: 0 Domare: Ville Nevalainen (Finland) |
| 19:30 UTC+3 | 19:30 UTC+3     |                                                  |                    |                               | Vilnius Publik: 0 Domare: Ville Nevalainen (Finland) | Vilnius Publik: 0 Domare: Ville Nevalainen (Finland) |

|             | 26 augusti 2020 | Progrès Niederkorn                            | 3 – 0           | Zeta | Stade Municipal                                            |                                                            |
| 18:30 UTC+2 | 18:30 UTC+2     | Tekiela 11′, 55′ (str.) Sébastien Thill 90+2′ | (1 – 0) Rapport |      | Differdange Publik: 0 Domare: Rahim Hasanov (Azerbajdzjan) | Differdange Publik: 0 Domare: Rahim Hasanov (Azerbajdzjan) |
| 18:30 UTC+2 | 18:30 UTC+2     |                                               |                 |      | Differdange Publik: 0 Domare: Rahim Hasanov (Azerbajdzjan) | Differdange Publik: 0 Domare: Rahim Hasanov (Azerbajdzjan) |
| 18:30 UTC+2 | 18:30 UTC+2     |                                               |                 |      | Differdange Publik: 0 Domare: Rahim Hasanov (Azerbajdzjan) | Differdange Publik: 0 Domare: Rahim Hasanov (Azerbajdzjan) |

|             | 27 augusti 2020 | Kairat                                                                    | 4 – 1           | Noah          | Centralstadion                                         |                                                        |
| 20:00 UTC+6 | 20:00 UTC+6     | Gulzhigit Alykulov 12′ Vágner Love 35′, 70′ Aderinsola Habib Eseola 90+4′ | (2 – 1) Rapport | 8′ Kirill Bor | Almaty Publik: 0 Domare: Kristoffer Karlsson (Sverige) | Almaty Publik: 0 Domare: Kristoffer Karlsson (Sverige) |
| 20:00 UTC+6 | 20:00 UTC+6     |                                                                           |                 |               | Almaty Publik: 0 Domare: Kristoffer Karlsson (Sverige) | Almaty Publik: 0 Domare: Kristoffer Karlsson (Sverige) |
| 20:00 UTC+6 | 20:00 UTC+6     |                                                                           |                 |               | Almaty Publik: 0 Domare: Kristoffer Karlsson (Sverige) | Almaty Publik: 0 Domare: Kristoffer Karlsson (Sverige) |

|             | 27 augusti 2020 | Ordabasy         | 1 – 2           | Botoșani                                | Kazhymukan Munaitpasov Stadium                         |                                                        |
| 20:00 UTC+6 | 20:00 UTC+6     | May Mahlangu 31′ | (1 – 2) Rapport | 25′ Marcel Holzmann 33′ Marko Dugandžić | Shymkent Publik: 0 Domare: Rauf Jabarov (Azerbajdzjan) | Shymkent Publik: 0 Domare: Rauf Jabarov (Azerbajdzjan) |
| 20:00 UTC+6 | 20:00 UTC+6     |                  |                 |                                         | Shymkent Publik: 0 Domare: Rauf Jabarov (Azerbajdzjan) | Shymkent Publik: 0 Domare: Rauf Jabarov (Azerbajdzjan) |
| 20:00 UTC+6 | 20:00 UTC+6     |                  |                 |                                         | Shymkent Publik: 0 Domare: Rauf Jabarov (Azerbajdzjan) | Shymkent Publik: 0 Domare: Rauf Jabarov (Azerbajdzjan) |

|             | 27 augusti 2020 | Ventspils                                   | 2 – 1           | Dinamo-Auto       | Olimpiskais Stadions                                   |                                                        |
| 17:00 UTC+3 | 17:00 UTC+3     | Lucas Villela 22′ Yevgeni Kozlov 75′ (str.) | (1 – 1) Rapport | 15′ Dumitru Rogac | Ventspils Publik: 0 Domare: Eldorjan Hamiti (Albanien) | Ventspils Publik: 0 Domare: Eldorjan Hamiti (Albanien) |
| 17:00 UTC+3 | 17:00 UTC+3     |                                             |                 |                   | Ventspils Publik: 0 Domare: Eldorjan Hamiti (Albanien) | Ventspils Publik: 0 Domare: Eldorjan Hamiti (Albanien) |
| 17:00 UTC+3 | 17:00 UTC+3     |                                             |                 |                   | Ventspils Publik: 0 Domare: Eldorjan Hamiti (Albanien) | Ventspils Publik: 0 Domare: Eldorjan Hamiti (Albanien) |

|             | 27 augusti 2020 | Borac Banja Luka   | 1 – 0           | Sutjeska Nikšić | City Stadium                                        |                                                     |
| 16:30 UTC+2 | 16:30 UTC+2     | Stojan Vranješ 35′ | (1 – 0) Rapport |                 | Banja Luka Publik: 0 Domare: Morten Krogh (Danmark) | Banja Luka Publik: 0 Domare: Morten Krogh (Danmark) |
| 16:30 UTC+2 | 16:30 UTC+2     |                    |                 |                 | Banja Luka Publik: 0 Domare: Morten Krogh (Danmark) | Banja Luka Publik: 0 Domare: Morten Krogh (Danmark) |
| 16:30 UTC+2 | 16:30 UTC+2     |                    |                 |                 | Banja Luka Publik: 0 Domare: Morten Krogh (Danmark) | Banja Luka Publik: 0 Domare: Morten Krogh (Danmark) |

|             | 27 augusti 2020 | Teuta                              | 2 – 0           | Beitar Jerusalem | Niko Dovana Stadium                                 |                                                     |
| 16:30 UTC+2 | 16:30 UTC+2     | Blerim Krasniqi 6′ Rubin Hebaj 87′ | (1 – 0) Rapport |                  | Durres Publik: 0 Domare: Nikolas Neokleous (Cypern) | Durres Publik: 0 Domare: Nikolas Neokleous (Cypern) |
| 16:30 UTC+2 | 16:30 UTC+2     |                                    |                 |                  | Durres Publik: 0 Domare: Nikolas Neokleous (Cypern) | Durres Publik: 0 Domare: Nikolas Neokleous (Cypern) |
| 16:30 UTC+2 | 16:30 UTC+2     |                                    |                 |                  | Durres Publik: 0 Domare: Nikolas Neokleous (Cypern) | Durres Publik: 0 Domare: Nikolas Neokleous (Cypern) |

|             | 27 augusti 2020 | Dinamo Minsk | 0 – 2           | Piast Gliwice                         | Dinamo Stadium                                |                                               |
| 18:00 UTC+3 | 18:00 UTC+3     |              | (0 – 1) Rapport | 10′ Patryk Lipski 56′ Jakub Świerczok | Minsk Publik: 0 Domare: Lazar Lukić (Serbien) | Minsk Publik: 0 Domare: Lazar Lukić (Serbien) |
| 18:00 UTC+3 | 18:00 UTC+3     |              |                 |                                       | Minsk Publik: 0 Domare: Lazar Lukić (Serbien) | Minsk Publik: 0 Domare: Lazar Lukić (Serbien) |
| 18:00 UTC+3 | 18:00 UTC+3     |              |                 |                                       | Minsk Publik: 0 Domare: Lazar Lukić (Serbien) | Minsk Publik: 0 Domare: Lazar Lukić (Serbien) |

|             | 27 augusti 2020 | Lincoln Red Imps                       | 2 – 0           | Union Titus Pétange | Victoria Stadium                                           |                                                            |
| 17:30 UTC+2 | 17:30 UTC+2     | Lee Casciaro 36′ Mustapha Yahaya 90+5′ | (1 – 0) Rapport |                     | Gibraltar Publik: 0 Domare: Helgi Mikael Jónasson (Island) | Gibraltar Publik: 0 Domare: Helgi Mikael Jónasson (Island) |
| 17:30 UTC+2 | 17:30 UTC+2     |                                        |                 |                     | Gibraltar Publik: 0 Domare: Helgi Mikael Jónasson (Island) | Gibraltar Publik: 0 Domare: Helgi Mikael Jónasson (Island) |
| 17:30 UTC+2 | 17:30 UTC+2     |                                        |                 |                     | Gibraltar Publik: 0 Domare: Helgi Mikael Jónasson (Island) | Gibraltar Publik: 0 Domare: Helgi Mikael Jónasson (Island) |

|             | 27 augusti 2020 | FK Bodø/Glimt                                                                                             | 6 – 1           | Kauno Žalgiris   | Aspmyra Stadion                                           |                                                           |
| 18:00 UTC+2 | 18:00 UTC+2     | Philip Zinckernagel 27′, 36′ Jens Petter Hauge 52′, 59′ (str.) Victor Boniface 79′ Sebastian Tounekti 81′ | (2 – 0) Rapport | 78′ Philip Otele | Bodø Publik: 0 Domare: Kaarlo Oskari Hämäläinen (Finland) | Bodø Publik: 0 Domare: Kaarlo Oskari Hämäläinen (Finland) |
| 18:00 UTC+2 | 18:00 UTC+2     | |                 |                  | Bodø Publik: 0 Domare: Kaarlo Oskari Hämäläinen (Finland) | Bodø Publik: 0 Domare: Kaarlo Oskari Hämäläinen (Finland) |
| 18:00 UTC+2 | 18:00 UTC+2     | |                 |                  | Bodø Publik: 0 Domare: Kaarlo Oskari Hämäläinen (Finland) | Bodø Publik: 0 Domare: Kaarlo Oskari Hämäläinen (Finland) |

|             | 27 augusti 2020 | Apollon Limassol                                                     | 5 – 1           | Saburtalo Tbilisi      | GSP Stadium                                        |                                                    |
| 19:00 UTC+3 | 19:00 UTC+3     | Bagaliy Dabo 4′, 32′, 76′ Nicolas Diguiny 59′ Giannis Gianniotas 86′ | (2 – 0) Rapport | 69′ Giorgi Guliashvili | Nicosia Publik: 0 Domare: Sigurd Kringstad (Norge) | Nicosia Publik: 0 Domare: Sigurd Kringstad (Norge) |
| 19:00 UTC+3 | 19:00 UTC+3     |                                                                      |                 |                        | Nicosia Publik: 0 Domare: Sigurd Kringstad (Norge) | Nicosia Publik: 0 Domare: Sigurd Kringstad (Norge) |
| 19:00 UTC+3 | 19:00 UTC+3     |                                                                      |                 |                        | Nicosia Publik: 0 Domare: Sigurd Kringstad (Norge) | Nicosia Publik: 0 Domare: Sigurd Kringstad (Norge) |

|             | 27 augusti 2020 | Alashkert | 0 – 1           | Renova               | Vazgen Sargsian Republikanstadion                |                                                  |
| 20:00 UTC+4 | 20:00 UTC+4     |           | (0 – 0) Rapport | 58′ Nenad Mishkovski | Jerevan Publik: 0 Domare: Nick Walsh (Skottland) | Jerevan Publik: 0 Domare: Nick Walsh (Skottland) |
| 20:00 UTC+4 | 20:00 UTC+4     |           |                 |                      | Jerevan Publik: 0 Domare: Nick Walsh (Skottland) | Jerevan Publik: 0 Domare: Nick Walsh (Skottland) |
| 20:00 UTC+4 | 20:00 UTC+4     |           |                 |                      | Jerevan Publik: 0 Domare: Nick Walsh (Skottland) | Jerevan Publik: 0 Domare: Nick Walsh (Skottland) |

|             | 27 augusti 2020 | Nefttji                                 | 2 – 1           | Shkupi             | Eighth Kilometer District Stadium                     |                                                       |
| 20:00 UTC+4 | 20:00 UTC+4     | Sabir Bougrine 66′ Anton Krivotsyuk 88′ | (0 – 0) Rapport | 90+3′ Dembo Darboe | Baku Publik: 0 Domare: Aleksandrs Golubevs (Lettland) | Baku Publik: 0 Domare: Aleksandrs Golubevs (Lettland) |
| 20:00 UTC+4 | 20:00 UTC+4     |                                         |                 |                    | Baku Publik: 0 Domare: Aleksandrs Golubevs (Lettland) | Baku Publik: 0 Domare: Aleksandrs Golubevs (Lettland) |
| 20:00 UTC+4 | 20:00 UTC+4     |                                         |                 |                    | Baku Publik: 0 Domare: Aleksandrs Golubevs (Lettland) | Baku Publik: 0 Domare: Aleksandrs Golubevs (Lettland) |

|             | 27 augusti 2020 | Sumgajit | 0 – 2           | Shkëndija                                           | Kapital Bank Arena                                     |                                                        |
| 20:00 UTC+4 | 20:00 UTC+4     |          | (0 – 0) Rapport | 56′ (str.) Besart Ibraimi 89′ (str.) Ljupche Doriev | Sumqayıt Publik: 0 Domare: Arman Ismuratov (Kazakstan) | Sumqayıt Publik: 0 Domare: Arman Ismuratov (Kazakstan) |
| 20:00 UTC+4 | 20:00 UTC+4     |          |                 |                                                     | Sumqayıt Publik: 0 Domare: Arman Ismuratov (Kazakstan) | Sumqayıt Publik: 0 Domare: Arman Ismuratov (Kazakstan) |
| 20:00 UTC+4 | 20:00 UTC+4     |          |                 |                                                     | Sumqayıt Publik: 0 Domare: Arman Ismuratov (Kazakstan) | Sumqayıt Publik: 0 Domare: Arman Ismuratov (Kazakstan) |

|             | 27 augusti 2020 | Olimpija Ljubljana                | 0000 2 – 1 (e.fl.) | Víkingur                  | Stožice Stadium                                        |                                                        |
| 18:30 UTC+2 | 18:30 UTC+2     | Matic Fink 88′ Radivoj Bosić 106′ | (1 – 1) Rapport    | 27′ Óttar Magnús Karlsson | Ljubljana Publik: 0 Domare: Walter Altmann (Österrike) | Ljubljana Publik: 0 Domare: Walter Altmann (Österrike) |
| 18:30 UTC+2 | 18:30 UTC+2     |                                   |                    |                           | Ljubljana Publik: 0 Domare: Walter Altmann (Österrike) | Ljubljana Publik: 0 Domare: Walter Altmann (Österrike) |
| 18:30 UTC+2 | 18:30 UTC+2     |                                   |                    |                           | Ljubljana Publik: 0 Domare: Walter Altmann (Österrike) | Ljubljana Publik: 0 Domare: Walter Altmann (Österrike) |

|             | 27 augusti 2020 | Fehérvár                                                       | 0000 1 – 1 (e.fl.)         | Bohemian                                                | MOL Aréna Sóstó                                                |                                                                |
| 18:30 UTC+2 | 18:30 UTC+2     | Nemanja Nikolić 37′ (str.)                                     | (1 – 1) Rapport            | 22′ Keith Ward                                          | Székesfehérvár Publik: 0 Domare: Timohethos Christofi (Cypern) | Székesfehérvár Publik: 0 Domare: Timohethos Christofi (Cypern) |
| 18:30 UTC+2 | 18:30 UTC+2     |                                                                |                            |                                                         | Székesfehérvár Publik: 0 Domare: Timohethos Christofi (Cypern) | Székesfehérvár Publik: 0 Domare: Timohethos Christofi (Cypern) |
| 18:30 UTC+2 | 18:30 UTC+2     | Armin Hodžić Boban Nikolov Krisztián Géresi Stopira Lyes Houri | Straffsparksläggning 4 – 2 | Daniel Mandroiu Conor Levingston Dan Casey Kris Twardek | Székesfehérvár Publik: 0 Domare: Timohethos Christofi (Cypern) | Székesfehérvár Publik: 0 Domare: Timohethos Christofi (Cypern) |

|             | 27 augusti 2020 | Malmö FF                          | 2 – 0           | Cracovia | Stadion                                        |                                                |
| 19:00 UTC+2 | 19:00 UTC+2     | Jo Inge Berget 1′ Søren Rieks 44′ | (2 – 0) Rapport |          | Malmö Publik: 0 Domare: Urs Schnyder (Schweiz) | Malmö Publik: 0 Domare: Urs Schnyder (Schweiz) |
| 19:00 UTC+2 | 19:00 UTC+2     |                                   |                 |          | Malmö Publik: 0 Domare: Urs Schnyder (Schweiz) | Malmö Publik: 0 Domare: Urs Schnyder (Schweiz) |
| 19:00 UTC+2 | 19:00 UTC+2     |                                   |                 |          | Malmö Publik: 0 Domare: Urs Schnyder (Schweiz) | Malmö Publik: 0 Domare: Urs Schnyder (Schweiz) |

|             | 27 augusti 2020 | Hammarby IF                                        | 3 – 0           | Puskás Akadémia | Tele2 Arena                                        |                                                    |
| 19:00 UTC+2 | 19:00 UTC+2     | Abdul Khalili 14′ Darijan Bojanić 32′ Paulinho 84′ | (2 – 0) Rapport |                 | Stockholm Publik: 0 Domare: Mario Zebec (Kroatien) | Stockholm Publik: 0 Domare: Mario Zebec (Kroatien) |
| 19:00 UTC+2 | 19:00 UTC+2     |                                                    |                 |                 | Stockholm Publik: 0 Domare: Mario Zebec (Kroatien) | Stockholm Publik: 0 Domare: Mario Zebec (Kroatien) |
| 19:00 UTC+2 | 19:00 UTC+2     |                                                    |                 |                 | Stockholm Publik: 0 Domare: Mario Zebec (Kroatien) | Stockholm Publik: 0 Domare: Mario Zebec (Kroatien) |

|             | 27 augusti 2020 | AGF | 5 – 2           | Honka                                | Aarhus Stadium                                           |                                                          |
| 19:00 UTC+2 | 19:00 UTC+2     | Frederik Tingager 21′ Patrick Mortensen 29′, 45+2′ (str.) Patrick Olsen 90+1′ Søren Østergaard Tengstedt 90+2′ | (3 – 1) Rapport | 35′ Borjas Martin 64′ Lucas Kaufmann | Aarhus Publik: 0 Domare: Ioannis Papadopoulos (Grekland) | Aarhus Publik: 0 Domare: Ioannis Papadopoulos (Grekland) |
| 19:00 UTC+2 | 19:00 UTC+2     | |                 |                                      | Aarhus Publik: 0 Domare: Ioannis Papadopoulos (Grekland) | Aarhus Publik: 0 Domare: Ioannis Papadopoulos (Grekland) |
| 19:00 UTC+2 | 19:00 UTC+2     | |                 |                                      | Aarhus Publik: 0 Domare: Ioannis Papadopoulos (Grekland) | Aarhus Publik: 0 Domare: Ioannis Papadopoulos (Grekland) |

|             | 27 augusti 2020 | Vaduz | 0 – 2           | Hibernians                 | Rheinpark Stadion                               |                                                 |
| 19:00 UTC+2 | 19:00 UTC+2     |       | (0 – 1) Rapport | 34′, 57′ Jurgen Degabriele | Vaduz Publik: 0 Domare: Luís Teixeira (Andorra) | Vaduz Publik: 0 Domare: Luís Teixeira (Andorra) |
| 19:00 UTC+2 | 19:00 UTC+2     |       |                 |                            | Vaduz Publik: 0 Domare: Luís Teixeira (Andorra) | Vaduz Publik: 0 Domare: Luís Teixeira (Andorra) |
| 19:00 UTC+2 | 19:00 UTC+2     |       |                 |                            | Vaduz Publik: 0 Domare: Luís Teixeira (Andorra) | Vaduz Publik: 0 Domare: Luís Teixeira (Andorra) |

|             | 27 augusti 2020 | Gjilani | 0000 0 – 2 (e.fl.) | APOEL                                     | Fadil Vokrri Stadium                           |                                                |
| 19:00 UTC+2 | 19:00 UTC+2     |         | (0 – 0) Rapport    | 102′ George Efrem 116′ Dieumerci Ndongala | Pristina Publik: 0 Domare: Yigal Frid (Israel) | Pristina Publik: 0 Domare: Yigal Frid (Israel) |
| 19:00 UTC+2 | 19:00 UTC+2     |         |                    |                                           | Pristina Publik: 0 Domare: Yigal Frid (Israel) | Pristina Publik: 0 Domare: Yigal Frid (Israel) |
| 19:00 UTC+2 | 19:00 UTC+2     |         |                    |                                           | Pristina Publik: 0 Domare: Yigal Frid (Israel) | Pristina Publik: 0 Domare: Yigal Frid (Israel) |

|             | 27 augusti 2020 | CSKA Sofia                       | 2 – 1           | Sirens                    | Stadion Balgarska Armia                       |                                               |
| 20:00 UTC+3 | 20:00 UTC+3     | Ahmed Ahmedov 75′ Ali Sowe 90+1′ | (0 – 0) Rapport | 69′ Maxuell Maia Da Silva | Sofia Publik: 0 Domare: Tomasz Musiał (Polen) | Sofia Publik: 0 Domare: Tomasz Musiał (Polen) |
| 20:00 UTC+3 | 20:00 UTC+3     |                                  |                 |                           | Sofia Publik: 0 Domare: Tomasz Musiał (Polen) | Sofia Publik: 0 Domare: Tomasz Musiał (Polen) |
| 20:00 UTC+3 | 20:00 UTC+3     |                                  |                 |                           | Sofia Publik: 0 Domare: Tomasz Musiał (Polen) | Sofia Publik: 0 Domare: Tomasz Musiał (Polen) |

|             | 27 augusti 2020 | Rosenborg BK                                                 | 4 – 2           | Breiðablik                                              | Lerkendal Stadion                                       |                                                         |
| 19:00 UTC+2 | 19:00 UTC+2     | Torgeir Børven 4′, 29′ Tore Reginiussen 17′ Even Hovland 24′ | (4 – 0) Rapport | 61′ Viktor Karl Einarsson 90+1′ (str.) Thomas Mikkelsen | Trondheim Publik: 0 Domare: Matthew De Gabriele (Malta) | Trondheim Publik: 0 Domare: Matthew De Gabriele (Malta) |
| 19:00 UTC+2 | 19:00 UTC+2     |                                                              |                 |                                                         | Trondheim Publik: 0 Domare: Matthew De Gabriele (Malta) | Trondheim Publik: 0 Domare: Matthew De Gabriele (Malta) |
| 19:00 UTC+2 | 19:00 UTC+2     |                                                              |                 |                                                         | Trondheim Publik: 0 Domare: Matthew De Gabriele (Malta) | Trondheim Publik: 0 Domare: Matthew De Gabriele (Malta) |

|             | 27 augusti 2020 | Žalgiris                                | 2 – 0           | Paide Linnameeskond | LFF Stadium                                        |                                                    |
| 20:00 UTC+3 | 20:00 UTC+3     | Andrija Kaludjerović 9′ Liviu Antal 32′ | (2 – 0) Rapport |                     | Vilnius Publik: 0 Domare: Petri Viljanen (Finland) | Vilnius Publik: 0 Domare: Petri Viljanen (Finland) |
| 20:00 UTC+3 | 20:00 UTC+3     |                                         |                 |                     | Vilnius Publik: 0 Domare: Petri Viljanen (Finland) | Vilnius Publik: 0 Domare: Petri Viljanen (Finland) |
| 20:00 UTC+3 | 20:00 UTC+3     |                                         |                 |                     | Vilnius Publik: 0 Domare: Petri Viljanen (Finland) | Vilnius Publik: 0 Domare: Petri Viljanen (Finland) |

|             | 27 augusti 2020 | Keşla                                                                                      | 0000 0 – 0 (e.fl.)         | Laçi                                                                           | ASK Arena                                               |                                                         |
| 21:00 UTC+4 | 21:00 UTC+4     |                                                                                            | Rapport                    |                                                                                | Baku Publik: 0 Domare: Georgi Kikacheishvili (Georgien) | Baku Publik: 0 Domare: Georgi Kikacheishvili (Georgien) |
| 21:00 UTC+4 | 21:00 UTC+4     |                                                                                            |                            |                                                                                | Baku Publik: 0 Domare: Georgi Kikacheishvili (Georgien) | Baku Publik: 0 Domare: Georgi Kikacheishvili (Georgien) |
| 21:00 UTC+4 | 21:00 UTC+4     | Dmytro Klyots Sílvio Rodrigues Pereira Júnior Tural Akhundov Rahman Hajiyev Ilkin Qirtimov | Straffsparksläggning 4 – 5 | Kyrian Nwabueze Regi Lushkja Donald Rapo Mentor Mazrekaj Aleksandar Ignjatović | Baku Publik: 0 Domare: Georgi Kikacheishvili (Georgien) | Baku Publik: 0 Domare: Georgi Kikacheishvili (Georgien) |

|             | 27 augusti 2020 | Lokomotivi Tbilisi                            | 2 – 1           | Universitatea Craiova | Mikheil Meskhi Stadium                           |                                                  |
| 19:15 UTC+2 | 19:15 UTC+2     | Irakli Sikharulidze 57′ Imrane Oulad Omar 61′ | (0 – 0) Rapport | 90+4′ Stefan Baiaram  | Tbilisi Publik: 0 Domare: Miloš Đorđić (Serbien) | Tbilisi Publik: 0 Domare: Miloš Đorđić (Serbien) |
| 19:15 UTC+2 | 19:15 UTC+2     |                                               |                 |                       | Tbilisi Publik: 0 Domare: Miloš Đorđić (Serbien) | Tbilisi Publik: 0 Domare: Miloš Đorđić (Serbien) |
| 19:15 UTC+2 | 19:15 UTC+2     |                                               |                 |                       | Tbilisi Publik: 0 Domare: Miloš Đorđić (Serbien) | Tbilisi Publik: 0 Domare: Miloš Đorđić (Serbien) |

|             | 27 augusti 2020 | FH | 0 – 2           | Dunajská Streda                                 | Kaplakriki                                                |                                                           |
| 17:15 UTC±0 | 17:15 UTC±0     |    | (0 – 1) Rapport | 23′ Andrija Balić 76′ Eric dos Santos Rodrigues | Hafnarfjörður Publik: 0 Domare: Jason Barcelo (Gibraltar) | Hafnarfjörður Publik: 0 Domare: Jason Barcelo (Gibraltar) |
| 17:15 UTC±0 | 17:15 UTC±0     |    |                 |                                                 | Hafnarfjörður Publik: 0 Domare: Jason Barcelo (Gibraltar) | Hafnarfjörður Publik: 0 Domare: Jason Barcelo (Gibraltar) |
| 17:15 UTC±0 | 17:15 UTC±0     |    |                 |                                                 | Hafnarfjörður Publik: 0 Domare: Jason Barcelo (Gibraltar) | Hafnarfjörður Publik: 0 Domare: Jason Barcelo (Gibraltar) |

|             | 27 augusti 2020 | The New Saints                                                | 0000 3 – 1 (e.fl.) | Žilina                     | Park Hall                                                  |                                                            |
| 18:30 UTC+1 | 18:30 UTC+1     | Louis Robles 56′ Leo Smith 100′ Adrian Cieślewicz 108′ (str.) | Rapport            | 77′ (str.) Patrik Myslovič | Oswestry Publik: 0 Domare: Manfredas Lukjančukas (Litauen) | Oswestry Publik: 0 Domare: Manfredas Lukjančukas (Litauen) |
| 18:30 UTC+1 | 18:30 UTC+1     |                                                               |                    |                            | Oswestry Publik: 0 Domare: Manfredas Lukjančukas (Litauen) | Oswestry Publik: 0 Domare: Manfredas Lukjančukas (Litauen) |
| 18:30 UTC+1 | 18:30 UTC+1     |                                                               |                    |                            | Oswestry Publik: 0 Domare: Manfredas Lukjančukas (Litauen) | Oswestry Publik: 0 Domare: Manfredas Lukjančukas (Litauen) |

|             | 27 augusti 2020 | Sjachtar Salihorsk                                       | 0000 0 – 0 (e.fl.)         | Sfântul Gheorghe                                        | Stroitel Stadium                                                      |                                                                       |
| 20:30 UTC+3 | 20:30 UTC+3     |                                                          | Rapport                    |                                                         | Salihorsk Publik: 0 Domare: Dragan Petrović (Bosnien och Hercegovina) | Salihorsk Publik: 0 Domare: Dragan Petrović (Bosnien och Hercegovina) |
| 20:30 UTC+3 | 20:30 UTC+3     |                                                          |                            |                                                         | Salihorsk Publik: 0 Domare: Dragan Petrović (Bosnien och Hercegovina) | Salihorsk Publik: 0 Domare: Dragan Petrović (Bosnien och Hercegovina) |
| 20:30 UTC+3 | 20:30 UTC+3     | Jasurbek Yakhshiboev Viktor Sotnikov Alyaksandr Sachywka | Straffsparksläggning 1 – 4 | Eugen Slivca Maxim Iurcu Roman Volkov Alexandru Suvorov | Salihorsk Publik: 0 Domare: Dragan Petrović (Bosnien och Hercegovina) | Salihorsk Publik: 0 Domare: Dragan Petrović (Bosnien och Hercegovina) |

|             | 27 augusti 2020 | Hapoel Be'er Sheva                                   | 3 – 0           | Dinamo Batumi | Hamoshava Stadium                                              |                                                                |
| 20:45 UTC+3 | 20:45 UTC+3     | Josué Pesqueira 9′, 61′ Mamuka Kobakhidze 21′ (sjm.) | (2 – 0) Rapport |               | Petah Tikva Publik: 0 Domare: Aleksandrs Anufrijevs (Lettland) | Petah Tikva Publik: 0 Domare: Aleksandrs Anufrijevs (Lettland) |
| 20:45 UTC+3 | 20:45 UTC+3     |                                                      |                 |               | Petah Tikva Publik: 0 Domare: Aleksandrs Anufrijevs (Lettland) | Petah Tikva Publik: 0 Domare: Aleksandrs Anufrijevs (Lettland) |
| 20:45 UTC+3 | 20:45 UTC+3     |                                                      |                 |               | Petah Tikva Publik: 0 Domare: Aleksandrs Anufrijevs (Lettland) | Petah Tikva Publik: 0 Domare: Aleksandrs Anufrijevs (Lettland) |

|             | 27 augusti 2020 | B36                                                                   | 0000 4 – 3 (e.fl.) | FCI Levadia                                                               | Tórsvøllur                                          |                                                     |
| 19:00 UTC+1 | 19:00 UTC+1     | Sebastian Pingel 72′, 76′ Ragnar Samuelsen 107′ Hannes Agnarsson 113′ | (0 – 0) Rapport    | 52′ Karl Rudolf Õigus 80′ Trevor Elhi 101′ Fabrice Kouadio Kouakou Elysee | Tórshavn Publik: 0 Domare: Paul McLaughlin (Irland) | Tórshavn Publik: 0 Domare: Paul McLaughlin (Irland) |
| 19:00 UTC+1 | 19:00 UTC+1     |                                                                       |                    |                                                                           | Tórshavn Publik: 0 Domare: Paul McLaughlin (Irland) | Tórshavn Publik: 0 Domare: Paul McLaughlin (Irland) |
| 19:00 UTC+1 | 19:00 UTC+1     |                                                                       |                    |                                                                           | Tórshavn Publik: 0 Domare: Paul McLaughlin (Irland) | Tórshavn Publik: 0 Domare: Paul McLaughlin (Irland) |

|             | 27 augusti 2020 | Iskra Danilovgrad | 0 – 1           | Lokomotiv Plovdiv        | City Stadium                                     |                                                  |
| 20:00 UTC+2 | 20:00 UTC+2     |                   | (0 – 0) Rapport | 75′ (str.) Dimitar Iliev | Podgorica Publik: 0 Domare: Gergő Bogár (Ungern) | Podgorica Publik: 0 Domare: Gergő Bogár (Ungern) |
| 20:00 UTC+2 | 20:00 UTC+2     |                   |                 |                          | Podgorica Publik: 0 Domare: Gergő Bogár (Ungern) | Podgorica Publik: 0 Domare: Gergő Bogár (Ungern) |
| 20:00 UTC+2 | 20:00 UTC+2     |                   |                 |                          | Podgorica Publik: 0 Domare: Gergő Bogár (Ungern) | Podgorica Publik: 0 Domare: Gergő Bogár (Ungern) |

|             | 27 augusti 2020 | Zrinjski Mostar                                           | 3 – 0           | Differdange 03 | Stadion pod Bijelim Brijegom                                   |                                                                |
| 20:00 UTC+2 | 20:00 UTC+2     | Nemanja Bilbija 37′ Miloš Filipović 40′ Josip Ivančić 80′ | (2 – 0) Rapport |                | Mostar Publik: 0 Domare: Aristotelis Diamantopoulos (Grekland) | Mostar Publik: 0 Domare: Aristotelis Diamantopoulos (Grekland) |
| 20:00 UTC+2 | 20:00 UTC+2     |                                                           |                 |                | Mostar Publik: 0 Domare: Aristotelis Diamantopoulos (Grekland) | Mostar Publik: 0 Domare: Aristotelis Diamantopoulos (Grekland) |
| 20:00 UTC+2 | 20:00 UTC+2     |                                                           |                 |                | Mostar Publik: 0 Domare: Aristotelis Diamantopoulos (Grekland) | Mostar Publik: 0 Domare: Aristotelis Diamantopoulos (Grekland) |

|             | 27 augusti 2020 | Kukësi                                             | 2 – 1   | Slavija Sofia       | Air Albania Stadium                               |                                                   |
| 20:00 UTC+2 | 20:00 UTC+2     | Patrick Friday 56′ (str.) Godberg Barry Cooper 85′ | Rapport | 81′ Kaloyan Krastev | Tirana Publik: 0 Domare: Arda Kardeşler (Turkiet) | Tirana Publik: 0 Domare: Arda Kardeşler (Turkiet) |
| 20:00 UTC+2 | 20:00 UTC+2     |                                                    |         |                     | Tirana Publik: 0 Domare: Arda Kardeşler (Turkiet) | Tirana Publik: 0 Domare: Arda Kardeşler (Turkiet) |
| 20:00 UTC+2 | 20:00 UTC+2     |                                                    |         |                     | Tirana Publik: 0 Domare: Arda Kardeşler (Turkiet) | Tirana Publik: 0 Domare: Arda Kardeşler (Turkiet) |

|             | 27 augusti 2020 | Petrocub Hîncești | 0 – 2           | TSC Bačka Topola                          | Zimbru Stadium                                       |                                                      |
| 21:00 UTC+3 | 21:00 UTC+3     |                   | (0 – 1) Rapport | 17′ Saša Tomanović 55′ (str.) Nenad Lukić | Chișinău Publik: 0 Domare: Luca Barbeno (San Marino) | Chișinău Publik: 0 Domare: Luca Barbeno (San Marino) |
| 21:00 UTC+3 | 21:00 UTC+3     |                   |                 |                                           | Chișinău Publik: 0 Domare: Luca Barbeno (San Marino) | Chișinău Publik: 0 Domare: Luca Barbeno (San Marino) |
| 21:00 UTC+3 | 21:00 UTC+3     |                   |                 |                                           | Chișinău Publik: 0 Domare: Luca Barbeno (San Marino) | Chișinău Publik: 0 Domare: Luca Barbeno (San Marino) |

|             | 27 augusti 2020 | Valletta | 0 – 1           | Bala Town          | Centenary Stadium                                                  |                                                                    |
| 20:00 UTC+2 | 20:00 UTC+2     |          | (0 – 1) Rapport | 38′ Chris Venables | Ta' Qali Publik: 0 Domare: Kári Jóannesarson à Høvdanum (Färöarna) | Ta' Qali Publik: 0 Domare: Kári Jóannesarson à Høvdanum (Färöarna) |
| 20:00 UTC+2 | 20:00 UTC+2     |          |                 |                    | Ta' Qali Publik: 0 Domare: Kári Jóannesarson à Høvdanum (Färöarna) | Ta' Qali Publik: 0 Domare: Kári Jóannesarson à Høvdanum (Färöarna) |
| 20:00 UTC+2 | 20:00 UTC+2     |          |                 |                    | Ta' Qali Publik: 0 Domare: Kári Jóannesarson à Høvdanum (Färöarna) | Ta' Qali Publik: 0 Domare: Kári Jóannesarson à Høvdanum (Färöarna) |

|             | 27 augusti 2020 | Servette                                                   | 3 – 0   | Ružomberok | Stade de Genève                                       |                                                       |
| 20:15 UTC+2 | 20:15 UTC+2     | Miroslav Stevanović 54′ Arial Mendy 77′ Alexis Antunes 86′ | Rapport |            | Genève Publik: 0 Domare: Viktor Kopiievskyi (Ukraina) | Genève Publik: 0 Domare: Viktor Kopiievskyi (Ukraina) |
| 20:15 UTC+2 | 20:15 UTC+2     |                                                            |         |            | Genève Publik: 0 Domare: Viktor Kopiievskyi (Ukraina) | Genève Publik: 0 Domare: Viktor Kopiievskyi (Ukraina) |
| 20:15 UTC+2 | 20:15 UTC+2     |                                                            |         |            | Genève Publik: 0 Domare: Viktor Kopiievskyi (Ukraina) | Genève Publik: 0 Domare: Viktor Kopiievskyi (Ukraina) |

|             | 27 augusti 2020 | Steaua București                                               | 3 – 0           | Sjirak | Arena Națională                                                    |                                                                    |
| 20:30 UTC+2 | 20:30 UTC+2     | Darius Olaru 34′ Florin Tănase 65′ (str.) Alexandru Buziuc 83′ | (1 – 0) Rapport |        | Bukarest Publik: 0 Domare: Admir Šehović (Bosnien och Hercegovina) | Bukarest Publik: 0 Domare: Admir Šehović (Bosnien och Hercegovina) |
| 20:30 UTC+2 | 20:30 UTC+2     |                                                                |                 |        | Bukarest Publik: 0 Domare: Admir Šehović (Bosnien och Hercegovina) | Bukarest Publik: 0 Domare: Admir Šehović (Bosnien och Hercegovina) |
| 20:30 UTC+2 | 20:30 UTC+2     |                                                                |                 |        | Bukarest Publik: 0 Domare: Admir Šehović (Bosnien och Hercegovina) | Bukarest Publik: 0 Domare: Admir Šehović (Bosnien och Hercegovina) |

|             | 27 augusti 2020 | Aberdeen                                                                            | 6 – 0           | NSÍ | Pittodrie Stadium                                          |                                                            |
| 19:45 UTC+1 | 19:45 UTC+1     | Lewis Ferguson 37′ Curtis Main 43′ Ryan Hedges 50′, 59′, 87′ (str.) Jonny Hayes 63′ | (2 – 0) Rapport |     | Aberdeen Publik: 0 Domare: Ívar Orri Kristjánsson (Island) | Aberdeen Publik: 0 Domare: Ívar Orri Kristjánsson (Island) |
| 19:45 UTC+1 | 19:45 UTC+1     |                                                                                     |                 |     | Aberdeen Publik: 0 Domare: Ívar Orri Kristjánsson (Island) | Aberdeen Publik: 0 Domare: Ívar Orri Kristjánsson (Island) |
| 19:45 UTC+1 | 19:45 UTC+1     |                                                                                     |                 |     | Aberdeen Publik: 0 Domare: Ívar Orri Kristjánsson (Island) | Aberdeen Publik: 0 Domare: Ívar Orri Kristjánsson (Island) |

|             | 27 augusti 2020 | Motherwell                                                                                 | 5 – 1           | Glentoran                | Fir Park                                                  |                                                           |
| 19:45 UTC+1 | 19:45 UTC+1     | Callum Lang 58′ Stephen O'Donnell 72′ Liam Polworth 75′ Tony Watt 78′ Christopher Long 87′ | (0 – 0) Rapport | 90′ (str.) Robbie McDaid | Motherwell Publik: 0 Domare: Bram Van Driessche (Belgien) | Motherwell Publik: 0 Domare: Bram Van Driessche (Belgien) |
| 19:45 UTC+1 | 19:45 UTC+1     |                                                                                            |                 |                          | Motherwell Publik: 0 Domare: Bram Van Driessche (Belgien) | Motherwell Publik: 0 Domare: Bram Van Driessche (Belgien) |
| 19:45 UTC+1 | 19:45 UTC+1     |                                                                                            |                 |                          | Motherwell Publik: 0 Domare: Bram Van Driessche (Belgien) | Motherwell Publik: 0 Domare: Bram Van Driessche (Belgien) |

|             | 27 augusti 2020 | Maribor                                                                      | 0000 1 – 1 (e.fl.)         | Coleraine                                                           | Ljudski vrt                                      |                                                  |
| 20:45 UTC+2 | 20:45 UTC+2     | Rudi Vancaš Požeg 65′                                                        | (0 – 0) Rapport            | 62′ James McLaughin                                                 | Maribor Publik: 0 Domare: Kai Erik Steen (Norge) | Maribor Publik: 0 Domare: Kai Erik Steen (Norge) |
| 20:45 UTC+2 | 20:45 UTC+2     |                                                                              |                            |                                                                     | Maribor Publik: 0 Domare: Kai Erik Steen (Norge) | Maribor Publik: 0 Domare: Kai Erik Steen (Norge) |
| 20:45 UTC+2 | 20:45 UTC+2     | Amir Dervišević Jan Mlakar Marcos Tavares Jasmin Mešanović Rudi Vancaš Požeg | Straffsparksläggning 4 – 5 | Ian Parkhill Lyndon Kane Gareth McConaghie Eoin Bradley Ben Doherty | Maribor Publik: 0 Domare: Kai Erik Steen (Norge) | Maribor Publik: 0 Domare: Kai Erik Steen (Norge) |

|             | 27 augusti 2020 | Budapest Honved                                  | 0000 2 – 1 (e.fl.) | Inter Åbo   | Hidegkuti Nándor Stadion                          |                                                   |
| 21:00 UTC+2 | 21:00 UTC+2     | Boubacar Traoré 90′ Juuso Hämäläinen 105′ (sjm.) | (0 – 0) Rapport    | 90+1′ Liliu | Budapest Publik: 0 Domare: Gal Leibovitz (Israel) | Budapest Publik: 0 Domare: Gal Leibovitz (Israel) |
| 21:00 UTC+2 | 21:00 UTC+2     |                                                  |                    |             | Budapest Publik: 0 Domare: Gal Leibovitz (Israel) | Budapest Publik: 0 Domare: Gal Leibovitz (Israel) |
| 21:00 UTC+2 | 21:00 UTC+2     |                                                  |                    |             | Budapest Publik: 0 Domare: Gal Leibovitz (Israel) | Budapest Publik: 0 Domare: Gal Leibovitz (Israel) |

|             | 27 augusti 2020 | Lech Poznań                              | 3 – 0           | Valmiera | Stadion Miejski                                     |                                                     |
| 21:00 UTC+2 | 21:00 UTC+2     | Mikael Ishak 59′, 78′ Filip Szymczak 88′ | (0 – 0) Rapport |          | Poznań Publik: 0 Domare: Ondřej Pechanec (Tjeckien) | Poznań Publik: 0 Domare: Ondřej Pechanec (Tjeckien) |
| 21:00 UTC+2 | 21:00 UTC+2     |                                          |                 |          | Poznań Publik: 0 Domare: Ondřej Pechanec (Tjeckien) | Poznań Publik: 0 Domare: Ondřej Pechanec (Tjeckien) |
| 21:00 UTC+2 | 21:00 UTC+2     |                                          |                 |          | Poznań Publik: 0 Domare: Ondřej Pechanec (Tjeckien) | Poznań Publik: 0 Domare: Ondřej Pechanec (Tjeckien) |

|             | 27 augusti 2020 | Partizan                 | 1 – 0           | RFS | Stadion Partizana                                       |                                                         |
| 21:00 UTC+2 | 21:00 UTC+2     | Bibras Natcho 52′ (str.) | (0 – 0) Rapport |     | Belgrad Publik: 0 Domare: Zaven Hovhannisyan (Armenien) | Belgrad Publik: 0 Domare: Zaven Hovhannisyan (Armenien) |
| 21:00 UTC+2 | 21:00 UTC+2     |                          |                 |     | Belgrad Publik: 0 Domare: Zaven Hovhannisyan (Armenien) | Belgrad Publik: 0 Domare: Zaven Hovhannisyan (Armenien) |
| 21:00 UTC+2 | 21:00 UTC+2     |                          |                 |     | Belgrad Publik: 0 Domare: Zaven Hovhannisyan (Armenien) | Belgrad Publik: 0 Domare: Zaven Hovhannisyan (Armenien) |

|             | 27 augusti 2020 | Shamrock Rovers | 0000 2 – 2 (e.fl.)           | Ilves | Tallaght Stadium                                   |                                                    |
| 20:00 UTC+1 | 20:00 UTC+1     | Graham Burke 14′ Roberto Lopes 78′ | (1 – 1) Rapport              | 10′ (str.) Lauri Ala-Myllymäki 62′ Joona Veteli | Dublin Publik: 0 Domare: Michal Ocenáš (Slovakien) | Dublin Publik: 0 Domare: Michal Ocenáš (Slovakien) |
| 20:00 UTC+1 | 20:00 UTC+1     | |                              | | Dublin Publik: 0 Domare: Michal Ocenáš (Slovakien) | Dublin Publik: 0 Domare: Michal Ocenáš (Slovakien) |
| 20:00 UTC+1 | 20:00 UTC+1     | Jack Byrne Joey O'Brien Dylan Watts Gary O'Neill Aaron McEneff Dean Williams Roberto Lopes Daniel Lafferty Ronan Finn Alan Mannus Dylan Watts Aaron McEneff Joey O'Brien | Straffsparksläggning 12 – 11 | Lauri Ala-Myllymäki Jair Tavares da Silva Eemeli Raittinen Tuure Siira Naatan Skyttä Eetu Mömmö Diogo Tomas Mikael Almén Tatu Miettunen Mika Hilander Lauri Ala-Myllymäki Jair Tavares da Silva Raittinen's | Dublin Publik: 0 Domare: Michal Ocenáš (Slovakien) | Dublin Publik: 0 Domare: Michal Ocenáš (Slovakien) |

|             | 9 september 2020 | Maccabi Haifa                                               | 3 – 1           | Željezničar      | Sammy Ofer Stadium                                 |                                                    |
| 20:00 UTC+3 | 20:00 UTC+3      | Tjaronn Chery 39′ Nikita Rukavytsya 60′ Yuval Ashkenazi 67′ | (1 – 1) Rapport | 35′ Ivan Lendrić | Haifa Publik: 0 Domare: Jørgen Burchardt (Danmark) | Haifa Publik: 0 Domare: Jørgen Burchardt (Danmark) |
| 20:00 UTC+3 | 20:00 UTC+3      |                                                             |                 |                  | Haifa Publik: 0 Domare: Jørgen Burchardt (Danmark) | Haifa Publik: 0 Domare: Jørgen Burchardt (Danmark) |
| 20:00 UTC+3 | 20:00 UTC+3      |                                                             |                 |                  | Haifa Publik: 0 Domare: Jørgen Burchardt (Danmark) | Haifa Publik: 0 Domare: Jørgen Burchardt (Danmark) |

|             | 10 september 2020 | Nõmme Kalju | 0 – 4           | Mura                                              | Kadriorg Stadium                                   |                                                    |
| 19:30 UTC+3 | 19:30 UTC+3       |             | (0 – 4) Rapport | 18′, 28′ Kevin Žižek 33′ Žiga Kous 37′ Alen Kozar | Tallinn Publik: 0 Domare: Robert Hennessy (Irland) | Tallinn Publik: 0 Domare: Robert Hennessy (Irland) |
| 19:30 UTC+3 | 19:30 UTC+3       |             |                 |                                                   | Tallinn Publik: 0 Domare: Robert Hennessy (Irland) | Tallinn Publik: 0 Domare: Robert Hennessy (Irland) |
| 19:30 UTC+3 | 19:30 UTC+3       |             |                 |                                                   | Tallinn Publik: 0 Domare: Robert Hennessy (Irland) | Tallinn Publik: 0 Domare: Robert Hennessy (Irland) |

## Andra kvalomgången

### Sammanfattning
| Andra kvalomgången – Från Champions League – 20 deltagande klubblag | Andra kvalomgången – Från Champions League – 20 deltagande klubblag | Andra kvalomgången – Från Champions League – 20 deltagande klubblag |
| ------------------------------------------------------------------- | ------------------------------------------------------------------- | ------------------------------------------------------------------- |
| Lag 1                                                               | Resultat                                                            | Lag 2                                                               |
| Inter Club d'Escaldes                                               | 0–1                                                                 | Dundalk                                                             |
| Kups                                                                | 00001–1 (e.f.) (4–3 str.)                                           | Slovan Bratislava                                                   |
| Linfield                                                            | 0–1                                                                 | Floriana                                                            |
| Riga                                                                | 1–0                                                                 | Tre Fiori                                                           |
| Djurgårdens IF                                                      | 2–1                                                                 | Europa                                                              |
| Flora                                                               | 2–1                                                                 | KR                                                                  |
| Sileks                                                              | 0–2                                                                 | Drita                                                               |
| Astana                                                              | 0–1                                                                 | Budućnost Podgorica                                                 |
| Ararat-Armenia                                                      | 00004–3 (e.f.)                                                      | Fola Esch                                                           |
| Connah's Quay Nomads                                                | 0–1                                                                 | Dinamo Tbilisi                                                      |

| Andra kvalomgången – Bäst placerade – 72 deltagande klubblag | Andra kvalomgången – Bäst placerade – 72 deltagande klubblag | Andra kvalomgången – Bäst placerade – 72 deltagande klubblag |
| ------------------------------------------------------------ | ------------------------------------------------------------ | ------------------------------------------------------------ |
| Lag 1                                                        | Resultat                                                     | Lag 2                                                        |
| Hammarby IF                                                  | 0–3                                                          | Lech Poznań                                                  |
| Kajsar                                                       | 1–4                                                          | APOEL                                                        |
| Mura                                                         | 3–0                                                          | AGF                                                          |
| Maccabi Haifa                                                | 2–1                                                          | Qajrat                                                       |
| Lokomotivi Tbilisi                                           | 2–1                                                          | Dynamo Moskva                                                |
| Nefttji                                                      | 1–3                                                          | Galatasaray                                                  |
| B36                                                          | 00002–2 (e.f.) (5–4 str.)                                    | The New Saints                                               |
| Coleraine                                                    | 00002–2 (e.f.) (0–3 str.)                                    | Motherwell                                                   |
| IFK Göteborg                                                 | 1–2                                                          | FC Köpenhamn                                                 |
| TSC Bačka Topola                                             | 00006–6 (e.f.) (4–5 str.)                                    | Steaua București                                             |
| Teuta                                                        | 0–4                                                          | Granada                                                      |
| OFI                                                          | 0–1                                                          | Apollon Limassol                                             |
| Progrès Niederkorn                                           | 0–5                                                          | Willem II                                                    |
| Viking FK                                                    | 0–2                                                          | Aberdeen                                                     |
| Standard Liège                                               | 2–0                                                          | Bala Town                                                    |
| Sfântul Gheorghe                                             | 00000–1 (e.f.)                                               | Partizan                                                     |
| CSKA Sofia                                                   | 2–0                                                          | Bate Borisov                                                 |
| Botoșani                                                     | 0–1                                                          | Shkëndija                                                    |
| Lokomotiv Plovdiv                                            | 1–2                                                          | Tottenham Hotspur                                            |
| Laçi                                                         | 1–2                                                          | Hapoel Be'er Sheva                                           |
| Aris                                                         | 1–2                                                          | Kolos Kovalivka                                              |
| Budapest Honvéd                                              | 0–2                                                          | Malmö FF                                                     |
| Ventspils                                                    | 1–5                                                          | Rosenborg BK                                                 |
| Riteriai                                                     | 1–5                                                          | Slovan Liberec                                               |
| Lincoln Red Imps                                             | 0–5                                                          | Rangers                                                      |
| Servette                                                     | 0–1                                                          | Reims                                                        |
| Borac Banja Luka                                             | 0–2                                                          | Rio Ave                                                      |
| Renova                                                       | 0–1                                                          | Hajduk Split                                                 |
| Olimpija Ljubljana                                           | 00002–3 (e.f.)                                               | Zrinjski Mostar                                              |
| Kukësi                                                       | 0–4                                                          | Wolfsburg                                                    |
| Dunajská Streda                                              | 00005–3 (e.f.)                                               | Jablonec                                                     |
| Piast Gliwice                                                | 3–2                                                          | Hartberg                                                     |
| Osijek                                                       | 1–2                                                          | Basel                                                        |
| Shamrock Rovers                                              | 0–2                                                          | AC Milan                                                     |
| Hibernians                                                   | 0–1                                                          | Fehérvár                                                     |
| FK Bodø/Glimt                                                | 3–1                                                          | Žalgiris                                                     |

### Matcher

#### Mästarvägen
|             | 17 september 2020 | Astana | 0 – 1           | Budućnost Podgorica | Centralstadion                                       |                                                      |
| 20:00 UTC+6 | 20:00 UTC+6       |        | (0 – 1) Rapport | 26′ Vasilije Terzić | Almaty Publik: 0 Domare: Dumitri Muntean (Moldavien) | Almaty Publik: 0 Domare: Dumitri Muntean (Moldavien) |
| 20:00 UTC+6 | 20:00 UTC+6       |        |                 |                     | Almaty Publik: 0 Domare: Dumitri Muntean (Moldavien) | Almaty Publik: 0 Domare: Dumitri Muntean (Moldavien) |
| 20:00 UTC+6 | 20:00 UTC+6       |        |                 |                     | Almaty Publik: 0 Domare: Dumitri Muntean (Moldavien) | Almaty Publik: 0 Domare: Dumitri Muntean (Moldavien) |

|             | 17 september 2020 | Ararat-Armenia                                                                     | 0000 4 – 3 (e.fl.) | Fola Esch                                              | Vazgen Sargsian Republikanstadion                |                                                  |
| 18:00 UTC+4 | 18:00 UTC+4       | Jeisson Martínez 18′ Mailson Lima 90+2′ (str.), 90+5′ (str.) Serhiy Vakulenko 114′ | (1 – 1) Rapport    | 20′ Diogo Pimentel 57′ Stefano Bensi 82′ Zachary Hadji | Jerevan Publik: 0 Domare: Enea Jorgji (Albanien) | Jerevan Publik: 0 Domare: Enea Jorgji (Albanien) |
| 18:00 UTC+4 | 18:00 UTC+4       |                                                                                    |                    |                                                        | Jerevan Publik: 0 Domare: Enea Jorgji (Albanien) | Jerevan Publik: 0 Domare: Enea Jorgji (Albanien) |
| 18:00 UTC+4 | 18:00 UTC+4       |                                                                                    |                    |                                                        | Jerevan Publik: 0 Domare: Enea Jorgji (Albanien) | Jerevan Publik: 0 Domare: Enea Jorgji (Albanien) |

|             | 17 september 2020 | Kups                                                                            | 0000 1 – 1 (e.fl.)   | Slovan Bratislava                                            | Savon Sanomat Areena                               |                                                    |
| 18:30 UTC+3 | 18:30 UTC+3       | Aniekpeno Udo 120+1′                                                            | (0 – 0) Rapport      | 112′ Žan Medved                                              | Kuopio Publik: 0 Domare: Volen Chinkov (Bulgarien) | Kuopio Publik: 0 Domare: Volen Chinkov (Bulgarien) |
| 18:30 UTC+3 | 18:30 UTC+3       |                                                                                 |                      |                                                              | Kuopio Publik: 0 Domare: Volen Chinkov (Bulgarien) | Kuopio Publik: 0 Domare: Volen Chinkov (Bulgarien) |
| 18:30 UTC+3 | 18:30 UTC+3       | Petteri Pennanen Aniekpeno Udo Ilmari Niskanen Nuno Tomás Bismark Adjei-Boateng | Straffsparksläggning | Vernon De Marco Alen Ožbolt Joeri de Kamps Rafael Ratão Nono | Kuopio Publik: 0 Domare: Volen Chinkov (Bulgarien) | Kuopio Publik: 0 Domare: Volen Chinkov (Bulgarien) |

|             | 17 september 2020 | Flora                                  | 2 – 1           | KR                             | A. Le Coq Arena                                    |                                                    |
| 19:30 UTC+3 | 19:30 UTC+3       | Rauno Sappinen 8′ Michael Lilander 38′ | (2 – 0) Rapport | 76′ Kristján Flóki Finnbogason | Tallinn Publik: 0 Domare: Sigurd Kringstad (Norge) | Tallinn Publik: 0 Domare: Sigurd Kringstad (Norge) |
| 19:30 UTC+3 | 19:30 UTC+3       |                                        |                 |                                | Tallinn Publik: 0 Domare: Sigurd Kringstad (Norge) | Tallinn Publik: 0 Domare: Sigurd Kringstad (Norge) |
| 19:30 UTC+3 | 19:30 UTC+3       |                                        |                 |                                | Tallinn Publik: 0 Domare: Sigurd Kringstad (Norge) | Tallinn Publik: 0 Domare: Sigurd Kringstad (Norge) |

|             | 17 september 2020 | Djurgårdens IF                                 | 2 – 1           | Europa              | Tele2 Arena                                                |                                                            |
| 19:00 UTC+2 | 19:00 UTC+2       | Curtis Edwards 43′ Fredrik Ulvestad 70′ (str.) | (1 – 0) Rapport | 58′ Adrián Gallardo | Stockholm Publik: 0 Domare: Stéphanie Frappart (Frankrike) | Stockholm Publik: 0 Domare: Stéphanie Frappart (Frankrike) |
| 19:00 UTC+2 | 19:00 UTC+2       |                                                |                 |                     | Stockholm Publik: 0 Domare: Stéphanie Frappart (Frankrike) | Stockholm Publik: 0 Domare: Stéphanie Frappart (Frankrike) |
| 19:00 UTC+2 | 19:00 UTC+2       |                                                |                 |                     | Stockholm Publik: 0 Domare: Stéphanie Frappart (Frankrike) | Stockholm Publik: 0 Domare: Stéphanie Frappart (Frankrike) |

|             | 17 september 2020 | Inter Club d'Escaldes | 0 – 1           | Dundalk            | Estadi Comunal                                               |                                                              |
| 19:30 UTC+2 | 19:30 UTC+2       |                       | (0 – 1) Rapport | 15′ David McMillan | Andorra la Vella Publik: 0 Domare: Viktor Shimusik (Belarus) | Andorra la Vella Publik: 0 Domare: Viktor Shimusik (Belarus) |
| 19:30 UTC+2 | 19:30 UTC+2       |                       |                 |                    | Andorra la Vella Publik: 0 Domare: Viktor Shimusik (Belarus) | Andorra la Vella Publik: 0 Domare: Viktor Shimusik (Belarus) |
| 19:30 UTC+2 | 19:30 UTC+2       |                       |                 |                    | Andorra la Vella Publik: 0 Domare: Viktor Shimusik (Belarus) | Andorra la Vella Publik: 0 Domare: Viktor Shimusik (Belarus) |

|             | 17 september 2020 | Connah's Quay Nomads | 0 – 1           | Dinamo Tbilisi               | Racecourse Ground                                   |                                                     |
| 19:00 UTC+1 | 19:00 UTC+1       |                      | (0 – 0) Rapport | 90+8′ (str.) Giorgi Gabedava | Wrexham Publik: 0 Domare: Alain Durieux (Luxemburg) | Wrexham Publik: 0 Domare: Alain Durieux (Luxemburg) |
| 19:00 UTC+1 | 19:00 UTC+1       |                      |                 |                              | Wrexham Publik: 0 Domare: Alain Durieux (Luxemburg) | Wrexham Publik: 0 Domare: Alain Durieux (Luxemburg) |
| 19:00 UTC+1 | 19:00 UTC+1       |                      |                 |                              | Wrexham Publik: 0 Domare: Alain Durieux (Luxemburg) | Wrexham Publik: 0 Domare: Alain Durieux (Luxemburg) |

|             | 17 september 2020 | Sileks | 0 – 2           | Drita                                       | Toše Proeski Arena                               |                                                  |
| 20:00 UTC+2 | 20:00 UTC+2       |        | (0 – 0) Rapport | 49′ (str.) Fidan Gërbeshi 81′ Ardian Limani | Skopje Publik: 0 Domare: Andrew Madley (England) | Skopje Publik: 0 Domare: Andrew Madley (England) |
| 20:00 UTC+2 | 20:00 UTC+2       |        |                 |                                             | Skopje Publik: 0 Domare: Andrew Madley (England) | Skopje Publik: 0 Domare: Andrew Madley (England) |
| 20:00 UTC+2 | 20:00 UTC+2       |        |                 |                                             | Skopje Publik: 0 Domare: Andrew Madley (England) | Skopje Publik: 0 Domare: Andrew Madley (England) |

|             | 17 september 2020 | Linfield | 0 – 1           | Floriana          | Windsor Park                                      |                                                   |
| 19:45 UTC+1 | 19:45 UTC+1       |          | (0 – 1) Rapport | 10′ Matías García | Belfast Publik: 0 Domare: David Munro (Skottland) | Belfast Publik: 0 Domare: David Munro (Skottland) |
| 19:45 UTC+1 | 19:45 UTC+1       |          |                 |                   | Belfast Publik: 0 Domare: David Munro (Skottland) | Belfast Publik: 0 Domare: David Munro (Skottland) |
| 19:45 UTC+1 | 19:45 UTC+1       |          |                 |                   | Belfast Publik: 0 Domare: David Munro (Skottland) | Belfast Publik: 0 Domare: David Munro (Skottland) |

|             | 18 september 2020 | Riga         | 1 – 0           | Tre Fiori | Skontostadion                                                  |                                                                |
| 10:00 UTC+3 | 10:00 UTC+3       | Pedrinho 58′ | (0 – 0) Rapport |           | Riga Publik: 0 Domare: Kári Jóannesarson Á Høvdanum (Färöarna) | Riga Publik: 0 Domare: Kári Jóannesarson Á Høvdanum (Färöarna) |
| 10:00 UTC+3 | 10:00 UTC+3       |              |                 |           | Riga Publik: 0 Domare: Kári Jóannesarson Á Høvdanum (Färöarna) | Riga Publik: 0 Domare: Kári Jóannesarson Á Høvdanum (Färöarna) |
| 10:00 UTC+3 | 10:00 UTC+3       |              |                 |           | Riga Publik: 0 Domare: Kári Jóannesarson Á Høvdanum (Färöarna) | Riga Publik: 0 Domare: Kári Jóannesarson Á Høvdanum (Färöarna) |

#### Huvudvägen
|             | 16 september 2020 | Progrès Niederkorn | 0 – 5           | Willem II                                                                                 | Stade Municipal                                        |                                                        |
| 18:30 UTC+2 | 18:30 UTC+2       |                    | (0 – 3) Rapport | 21′, 35′ Vangelis Pavlidis 29′ Görkem Sağlam 47′ Ché Nunnely 66′ Mike Trésor Ndayishimiye | Differdange Publik: 0 Domare: Mykola Balakin (Ukraina) | Differdange Publik: 0 Domare: Mykola Balakin (Ukraina) |
| 18:30 UTC+2 | 18:30 UTC+2       |                    |                 |                                                                                           | Differdange Publik: 0 Domare: Mykola Balakin (Ukraina) | Differdange Publik: 0 Domare: Mykola Balakin (Ukraina) |
| 18:30 UTC+2 | 18:30 UTC+2       |                    |                 |                                                                                           | Differdange Publik: 0 Domare: Mykola Balakin (Ukraina) | Differdange Publik: 0 Domare: Mykola Balakin (Ukraina) |

|             | 16 september 2020 | Hammarby IF | 0 – 3           | Lech Poznań                                               | Tele2 Arena                                             |                                                         |
| 19:00 UTC+2 | 19:00 UTC+2       |             | (0 – 0) Rapport | 56′ Pedro Tiba 90′ Jakub Kamiński 90+4′ Filip Marchwiński | Stockholm Publik: 0 Domare: Sascha Stegemann (Tyskland) | Stockholm Publik: 0 Domare: Sascha Stegemann (Tyskland) |
| 19:00 UTC+2 | 19:00 UTC+2       |             |                 |                                                           | Stockholm Publik: 0 Domare: Sascha Stegemann (Tyskland) | Stockholm Publik: 0 Domare: Sascha Stegemann (Tyskland) |
| 19:00 UTC+2 | 19:00 UTC+2       |             |                 |                                                           | Stockholm Publik: 0 Domare: Sascha Stegemann (Tyskland) | Stockholm Publik: 0 Domare: Sascha Stegemann (Tyskland) |

|             | 16 september 2020 | B36 | 0000 2 – 2 (e.fl.)         | The New Saints                                                                | Tórsvøllur                                                  |                                                             |
| 19:00 UTC+1 | 19:00 UTC+1       | Michał Przybylski 48′ Stefan Radosavljevic 120+3′                                                          | (0 – 0) Rapport            | 81′ Leo Smith 113′ Dean Ebbe                                                  | Tórshavn Publik: 0 Domare: Vilhjalmur Thorarinsson (Island) | Tórshavn Publik: 0 Domare: Vilhjalmur Thorarinsson (Island) |
| 19:00 UTC+1 | 19:00 UTC+1       | |                            |                                                                               | Tórshavn Publik: 0 Domare: Vilhjalmur Thorarinsson (Island) | Tórshavn Publik: 0 Domare: Vilhjalmur Thorarinsson (Island) |
| 19:00 UTC+1 | 19:00 UTC+1       | Sonni Nattestad Alex Mellemgaard Benjamin Heinesen Michał Przybylski Stefan Radosavljevic Sebastian Pingel | Straffsparksläggning 5 – 4 | Paul Harrison Adrian Cieślewicz Greg Draper Leo Smith Dean Ebbe Danny Redmond | Tórshavn Publik: 0 Domare: Vilhjalmur Thorarinsson (Island) | Tórshavn Publik: 0 Domare: Vilhjalmur Thorarinsson (Island) |

|             | 17 september 2020 | Kajsar               | 1 – 4           | APOEL                                                         | Kazhymukan Munaitpasov Stadium                 |                                                |
| 18:00 UTC+6 | 18:00 UTC+6       | Elguja Lobjanidze 7′ | (1 – 2) Rapport | 16′, 90+4′ Tomás De Vincenti 26′ Anuar Tuhami 49′ Omer Atzili | Sjymkent Publik: 0 Domare: Jens Maae (Danmark) | Sjymkent Publik: 0 Domare: Jens Maae (Danmark) |
| 18:00 UTC+6 | 18:00 UTC+6       |                      |                 |                                                               | Sjymkent Publik: 0 Domare: Jens Maae (Danmark) | Sjymkent Publik: 0 Domare: Jens Maae (Danmark) |
| 18:00 UTC+6 | 18:00 UTC+6       |                      |                 |                                                               | Sjymkent Publik: 0 Domare: Jens Maae (Danmark) | Sjymkent Publik: 0 Domare: Jens Maae (Danmark) |

|             | 17 september 2020 | Ventspils         | 1 – 5           | Rosenborg BK                                                                                      | Ventspils Olimpiskais Stadions                       |                                                      |
| 15:15 UTC+3 | 15:15 UTC+3       | Yevgeni Kozlov 6′ | (1 – 3) Rapport | 16′ (str.), 45+4′ Dino Islamović 38′ Anders Konradsen 65′ Carlo Holse 72′ Kristoffer Zachariassen | Ventspils Publik: 0 Domare: Paul Mclaughlin (Irland) | Ventspils Publik: 0 Domare: Paul Mclaughlin (Irland) |
| 15:15 UTC+3 | 15:15 UTC+3       |                   |                 |                                                                                                   | Ventspils Publik: 0 Domare: Paul Mclaughlin (Irland) | Ventspils Publik: 0 Domare: Paul Mclaughlin (Irland) |
| 15:15 UTC+3 | 15:15 UTC+3       |                   |                 |                                                                                                   | Ventspils Publik: 0 Domare: Paul Mclaughlin (Irland) | Ventspils Publik: 0 Domare: Paul Mclaughlin (Irland) |

|             | 17 september 2020 | Renova | 0 – 1           | Hajduk Split   | Petar Miloševski Training Centre                  |                                                   |
| 15:30 UTC+2 | 15:30 UTC+2       |        | (0 – 1) Rapport | 5′ Mijo Caktaš | Skopje Publik: 0 Domare: João Pinheiro (Portugal) | Skopje Publik: 0 Domare: João Pinheiro (Portugal) |
| 15:30 UTC+2 | 15:30 UTC+2       |        |                 |                | Skopje Publik: 0 Domare: João Pinheiro (Portugal) | Skopje Publik: 0 Domare: João Pinheiro (Portugal) |
| 15:30 UTC+2 | 15:30 UTC+2       |        |                 |                | Skopje Publik: 0 Domare: João Pinheiro (Portugal) | Skopje Publik: 0 Domare: João Pinheiro (Portugal) |

|             | 17 september 2020 | Teuta | 0 – 4           | Granada                                               | Niko Dovana Stadium                                |                                                    |
| 16:00 UTC+2 | 16:00 UTC+2       |       | (0 – 3) Rapport | 6′ Roberto Soldado 11′ Kenedy 32′, 47′ Yangel Herrera | Durrës Publik: 0 Domare: Willy Delajod (Frankrike) | Durrës Publik: 0 Domare: Willy Delajod (Frankrike) |
| 16:00 UTC+2 | 16:00 UTC+2       |       |                 |                                                       | Durrës Publik: 0 Domare: Willy Delajod (Frankrike) | Durrës Publik: 0 Domare: Willy Delajod (Frankrike) |
| 16:00 UTC+2 | 16:00 UTC+2       |       |                 |                                                       | Durrës Publik: 0 Domare: Willy Delajod (Frankrike) | Durrës Publik: 0 Domare: Willy Delajod (Frankrike) |

|             | 17 september 2020 | Lincoln Red Imps | 0 – 5           | Rangers                                                                             | Victoria Stadium                                        |                                                         |
| 17:00 UTC+2 | 17:00 UTC+2       |                  | (0 – 2) Rapport | 22′ James Tavernier 45+5′ Connor Goldson 68′, 89′ Alfredo Morelos 85′ Jermain Defoe | Gibraltar Publik: 0 Domare: Iwan Arwel Griffith (Wales) | Gibraltar Publik: 0 Domare: Iwan Arwel Griffith (Wales) |
| 17:00 UTC+2 | 17:00 UTC+2       |                  |                 |                                                                                     | Gibraltar Publik: 0 Domare: Iwan Arwel Griffith (Wales) | Gibraltar Publik: 0 Domare: Iwan Arwel Griffith (Wales) |
| 17:00 UTC+2 | 17:00 UTC+2       |                  |                 |                                                                                     | Gibraltar Publik: 0 Domare: Iwan Arwel Griffith (Wales) | Gibraltar Publik: 0 Domare: Iwan Arwel Griffith (Wales) |

|             | 17 september 2020 | Botoșani | 0 – 1           | Shkëndija         | Stadionul Municipal                                    |                                                        |
| 18:45 UTC+3 | 18:45 UTC+3       |          | (0 – 1) Rapport | 3′ Besart Ibraimi | Botoșani Publik: 0 Domare: Mohammed Al-Hakim (Sverige) | Botoșani Publik: 0 Domare: Mohammed Al-Hakim (Sverige) |
| 18:45 UTC+3 | 18:45 UTC+3       |          |                 |                   | Botoșani Publik: 0 Domare: Mohammed Al-Hakim (Sverige) | Botoșani Publik: 0 Domare: Mohammed Al-Hakim (Sverige) |
| 18:45 UTC+3 | 18:45 UTC+3       |          |                 |                   | Botoșani Publik: 0 Domare: Mohammed Al-Hakim (Sverige) | Botoșani Publik: 0 Domare: Mohammed Al-Hakim (Sverige) |

|             | 17 september 2020 | IFK Göteborg    | 1 – 2           | FC Köpenhamn                        | Ullevi                                                          |                                                                 |
| 18:00 UTC+2 | 18:00 UTC+2       | Tobias Sana 74′ | (0 – 0) Rapport | 84′ Robert Mudražija 86′ Jonas Wind | Göteborg Publik: 0 Domare: Guillermo Cuadra Fernández (Spanien) | Göteborg Publik: 0 Domare: Guillermo Cuadra Fernández (Spanien) |
| 18:00 UTC+2 | 18:00 UTC+2       |                 |                 |                                     | Göteborg Publik: 0 Domare: Guillermo Cuadra Fernández (Spanien) | Göteborg Publik: 0 Domare: Guillermo Cuadra Fernández (Spanien) |
| 18:00 UTC+2 | 18:00 UTC+2       |                 |                 |                                     | Göteborg Publik: 0 Domare: Guillermo Cuadra Fernández (Spanien) | Göteborg Publik: 0 Domare: Guillermo Cuadra Fernández (Spanien) |

|             | 17 september 2020 | FK Bodø/Glimt                                                | 3 – 1           | Žalgiris        | Aspmyra Stadion                                   |                                                   |
| 18:00 UTC+2 | 18:00 UTC+2       | Philip Zinckernagel 20′ Victor Boniface 32′ Patrick Berg 81′ | (2 – 1) Rapport | 27′ Liviu Antal | Bodø Publik: 0 Domare: Peter Kralović (Slovakien) | Bodø Publik: 0 Domare: Peter Kralović (Slovakien) |
| 18:00 UTC+2 | 18:00 UTC+2       |                                                              |                 |                 | Bodø Publik: 0 Domare: Peter Kralović (Slovakien) | Bodø Publik: 0 Domare: Peter Kralović (Slovakien) |
| 18:00 UTC+2 | 18:00 UTC+2       |                                                              |                 |                 | Bodø Publik: 0 Domare: Peter Kralović (Slovakien) | Bodø Publik: 0 Domare: Peter Kralović (Slovakien) |

|             | 17 september 2020 | Nefttji           | 1 – 3           | Galatasaray                                   | Olympiastadion                                  |                                                 |
| 20:00 UTC+4 | 20:00 UTC+4       | Mamadou Mbodj 47′ | (0 – 1) Rapport | 20′, 64′ Mbaye Diagne 49′ Christian Luyindama | Baku Publik: 0 Domare: Kevin Clancy (Skottland) | Baku Publik: 0 Domare: Kevin Clancy (Skottland) |
| 20:00 UTC+4 | 20:00 UTC+4       |                   |                 |                                               | Baku Publik: 0 Domare: Kevin Clancy (Skottland) | Baku Publik: 0 Domare: Kevin Clancy (Skottland) |
| 20:00 UTC+4 | 20:00 UTC+4       |                   |                 |                                               | Baku Publik: 0 Domare: Kevin Clancy (Skottland) | Baku Publik: 0 Domare: Kevin Clancy (Skottland) |

|             | 17 september 2020 | Lokomotiv Plovdiv  | 1 – 2           | Tottenham Hotspur                         | Lokomotiv Stadium                                |                                                  |
| 19:00 UTC+3 | 19:00 UTC+3       | Georgi Minchev 72′ | (0 – 0) Rapport | 81′ (str.) Harry Kane 86′ Tanguy Ndombele | Plovdiv Publik: 0 Domare: Harm Osmers (Tyskland) | Plovdiv Publik: 0 Domare: Harm Osmers (Tyskland) |
| 19:00 UTC+3 | 19:00 UTC+3       |                    |                 |                                           | Plovdiv Publik: 0 Domare: Harm Osmers (Tyskland) | Plovdiv Publik: 0 Domare: Harm Osmers (Tyskland) |
| 19:00 UTC+3 | 19:00 UTC+3       |                    |                 |                                           | Plovdiv Publik: 0 Domare: Harm Osmers (Tyskland) | Plovdiv Publik: 0 Domare: Harm Osmers (Tyskland) |

|             | 17 september 2020 | Riteriai         | 1 – 5           | Slovan Liberec                                                                                                | LFF Stadium                                   |                                               |
| 19:00 UTC+3 | 19:00 UTC+3       | Ángel Lezama 62′ | (0 – 2) Rapport | 13′ (str.) Kamso Mara 21′ Jakub Hromada 85′ Michael Rabušic 90′ (str.) Abdulla Yusuf Helal 90+4′ Jan Matoušek | Vilnius Publik: 0 Domare: Espen Eskås (Norge) | Vilnius Publik: 0 Domare: Espen Eskås (Norge) |
| 19:00 UTC+3 | 19:00 UTC+3       |                  |                 | | Vilnius Publik: 0 Domare: Espen Eskås (Norge) | Vilnius Publik: 0 Domare: Espen Eskås (Norge) |
| 19:00 UTC+3 | 19:00 UTC+3       |                  |                 | | Vilnius Publik: 0 Domare: Espen Eskås (Norge) | Vilnius Publik: 0 Domare: Espen Eskås (Norge) |

|             | 17 september 2020 | Olimpija Ljubljana                      | 0000 2 – 3 (e.fl.) | Zrinjski Mostar                            | Stožice Stadium                                                    |                                                                    |
| 18:30 UTC+2 | 18:30 UTC+2       | Đorđe Ivanović 20′ Andrés Vombergar 82′ | (1 – 0) Rapport    | 52′, 85′ Nemanja Bilbija 93′ Josip Ivančić | Ljubljana Publik: 0 Domare: Ricardo de Burgos Bengoechea (Spanien) | Ljubljana Publik: 0 Domare: Ricardo de Burgos Bengoechea (Spanien) |
| 18:30 UTC+2 | 18:30 UTC+2       |                                         |                    |                                            | Ljubljana Publik: 0 Domare: Ricardo de Burgos Bengoechea (Spanien) | Ljubljana Publik: 0 Domare: Ricardo de Burgos Bengoechea (Spanien) |
| 18:30 UTC+2 | 18:30 UTC+2       |                                         |                    |                                            | Ljubljana Publik: 0 Domare: Ricardo de Burgos Bengoechea (Spanien) | Ljubljana Publik: 0 Domare: Ricardo de Burgos Bengoechea (Spanien) |

|             | 17 september 2020 | Hibernians | 0 – 1           | Fehérvár          | Centenary Stadium                                      |                                                        |
| 19:00 UTC+2 | 19:00 UTC+2       |            | (0 – 0) Rapport | 62′ Boban Nikolov | Ta' Qali Publik: 0 Domare: Ivaylo Stoyanov (Bulgarien) | Ta' Qali Publik: 0 Domare: Ivaylo Stoyanov (Bulgarien) |
| 19:00 UTC+2 | 19:00 UTC+2       |            |                 |                   | Ta' Qali Publik: 0 Domare: Ivaylo Stoyanov (Bulgarien) | Ta' Qali Publik: 0 Domare: Ivaylo Stoyanov (Bulgarien) |
| 19:00 UTC+2 | 19:00 UTC+2       |            |                 |                   | Ta' Qali Publik: 0 Domare: Ivaylo Stoyanov (Bulgarien) | Ta' Qali Publik: 0 Domare: Ivaylo Stoyanov (Bulgarien) |

|             | 17 september 2020 | Laçi                | 1 – 2           | Hapoel Be'er Sheva                          | Elbasan Arena                                             |                                                           |
| 19:00 UTC+2 | 19:00 UTC+2       | Kyrian Nwabueze 60′ | (0 – 0) Rapport | 90+1′ Jonathan Agudelo 90+4′ Gaëtan Varenne | Elbasan Publik: 0 Domare: Jochem Kamphuis (Nederländerna) | Elbasan Publik: 0 Domare: Jochem Kamphuis (Nederländerna) |
| 19:00 UTC+2 | 19:00 UTC+2       |                     |                 |                                             | Elbasan Publik: 0 Domare: Jochem Kamphuis (Nederländerna) | Elbasan Publik: 0 Domare: Jochem Kamphuis (Nederländerna) |
| 19:00 UTC+2 | 19:00 UTC+2       |                     |                 |                                             | Elbasan Publik: 0 Domare: Jochem Kamphuis (Nederländerna) | Elbasan Publik: 0 Domare: Jochem Kamphuis (Nederländerna) |

|             | 17 september 2020 | Maccabi Haifa                             | 2 – 1           | Kairat            | Sammy Ofer Stadium                                              |                                                                 |
| 20:00 UTC+3 | 20:00 UTC+3       | Yuval Ashkenazi 32′ Nikita Rukavytsya 73′ | (1 – 1) Rapport | 45+2′ Vágner Love | Haifa Publik: 0 Domare: Mads-Kristoffer Kristoffersen (Danmark) | Haifa Publik: 0 Domare: Mads-Kristoffer Kristoffersen (Danmark) |
| 20:00 UTC+3 | 20:00 UTC+3       |                                           |                 |                   | Haifa Publik: 0 Domare: Mads-Kristoffer Kristoffersen (Danmark) | Haifa Publik: 0 Domare: Mads-Kristoffer Kristoffersen (Danmark) |
| 20:00 UTC+3 | 20:00 UTC+3       |                                           |                 |                   | Haifa Publik: 0 Domare: Mads-Kristoffer Kristoffersen (Danmark) | Haifa Publik: 0 Domare: Mads-Kristoffer Kristoffersen (Danmark) |

|             | 17 september 2020 | Lokomotivi Tbilisi                                | 2 – 1           | Dynamo Moskva                    | Mikheil Meskhi Stadium                           |                                                  |
| 21:00 UTC+4 | 21:00 UTC+4       | Irakli Sikharulidze 55′ Mamia Gavashelishvili 77′ | (0 – 0) Rapport | 90+1′ (str.) Nikolay Komlichenko | Tbilisi Publik: 0 Domare: Karim Abed (Frankrike) | Tbilisi Publik: 0 Domare: Karim Abed (Frankrike) |
| 21:00 UTC+4 | 21:00 UTC+4       |                                                   |                 |                                  | Tbilisi Publik: 0 Domare: Karim Abed (Frankrike) | Tbilisi Publik: 0 Domare: Karim Abed (Frankrike) |
| 21:00 UTC+4 | 21:00 UTC+4       |                                                   |                 |                                  | Tbilisi Publik: 0 Domare: Karim Abed (Frankrike) | Tbilisi Publik: 0 Domare: Karim Abed (Frankrike) |

|             | 17 september 2020 | OFI | 0 – 1           | Apollon Limassol  | Theodoros Vardinogiannis Stadium                    |                                                     |
| 20:00 UTC+3 | 20:00 UTC+3       |     | (0 – 0) Rapport | 51′ Attila Szalai | Heraklion Publik: 0 Domare: Fabio Maresca (Italien) | Heraklion Publik: 0 Domare: Fabio Maresca (Italien) |
| 20:00 UTC+3 | 20:00 UTC+3       |     |                 |                   | Heraklion Publik: 0 Domare: Fabio Maresca (Italien) | Heraklion Publik: 0 Domare: Fabio Maresca (Italien) |
| 20:00 UTC+3 | 20:00 UTC+3       |     |                 |                   | Heraklion Publik: 0 Domare: Fabio Maresca (Italien) | Heraklion Publik: 0 Domare: Fabio Maresca (Italien) |

|             | 17 september 2020 | Sfântul Gheorghe | 0000 0 – 1 (e.fl.) | Partizan                  | Zimbru Stadium                                    |                                                   |
| 20:00 UTC+3 | 20:00 UTC+3       |                  | Rapport            | 105′ (str.) Bibras Natkho | Chișinău Publik: 0 Domare: Juri Fischer (Estland) | Chișinău Publik: 0 Domare: Juri Fischer (Estland) |
| 20:00 UTC+3 | 20:00 UTC+3       |                  |                    |                           | Chișinău Publik: 0 Domare: Juri Fischer (Estland) | Chișinău Publik: 0 Domare: Juri Fischer (Estland) |
| 20:00 UTC+3 | 20:00 UTC+3       |                  |                    |                           | Chișinău Publik: 0 Domare: Juri Fischer (Estland) | Chișinău Publik: 0 Domare: Juri Fischer (Estland) |

|             | 17 september 2020 | CSKA Sofia                      | 2 – 0           | Bate Borisov | Bulgarian Army Stadium                            |                                                   |
| 20:00 UTC+3 | 20:00 UTC+3       | Ali Sowe 45′ Graham Carey 90+6′ | (1 – 0) Rapport |              | Sofia Publik: 0 Domare: Horațiu Feșnic (Rumänien) | Sofia Publik: 0 Domare: Horațiu Feșnic (Rumänien) |
| 20:00 UTC+3 | 20:00 UTC+3       |                                 |                 |              | Sofia Publik: 0 Domare: Horațiu Feșnic (Rumänien) | Sofia Publik: 0 Domare: Horațiu Feșnic (Rumänien) |
| 20:00 UTC+3 | 20:00 UTC+3       |                                 |                 |              | Sofia Publik: 0 Domare: Horațiu Feșnic (Rumänien) | Sofia Publik: 0 Domare: Horațiu Feșnic (Rumänien) |

|             | 17 september 2020 | Standard Liège                               | 0 – 2           | Bala Town | Stade Maurice Dufrasne                                |                                                       |
| 20:00 UTC+2 | 20:00 UTC+2       | Felipe Avenatti 20′ (str.) Selim Amallah 35′ | (0 – 2) Rapport |           | Liège Publik: 0 Domare: Trustin Farrugia Cann (Malta) | Liège Publik: 0 Domare: Trustin Farrugia Cann (Malta) |
| 20:00 UTC+2 | 20:00 UTC+2       |                                              |                 |           | Liège Publik: 0 Domare: Trustin Farrugia Cann (Malta) | Liège Publik: 0 Domare: Trustin Farrugia Cann (Malta) |
| 20:00 UTC+2 | 20:00 UTC+2       |                                              |                 |           | Liège Publik: 0 Domare: Trustin Farrugia Cann (Malta) | Liège Publik: 0 Domare: Trustin Farrugia Cann (Malta) |

|             | 17 september 2020 | Borac Banja Luka | 0 – 2           | Rio Ave                             | City Stadium                                            |                                                         |
| 20:00 UTC+2 | 20:00 UTC+2       |                  | (0 – 0) Rapport | 90+1′ Tarantini 90+7′ Nikola Jambor | Banja Luka Publik: 0 Domare: Peter Kjærsgaard (Danmark) | Banja Luka Publik: 0 Domare: Peter Kjærsgaard (Danmark) |
| 20:00 UTC+2 | 20:00 UTC+2       |                  |                 |                                     | Banja Luka Publik: 0 Domare: Peter Kjærsgaard (Danmark) | Banja Luka Publik: 0 Domare: Peter Kjærsgaard (Danmark) |
| 20:00 UTC+2 | 20:00 UTC+2       |                  |                 |                                     | Banja Luka Publik: 0 Domare: Peter Kjærsgaard (Danmark) | Banja Luka Publik: 0 Domare: Peter Kjærsgaard (Danmark) |

|             | 17 september 2020 | Kukësi | 0 – 4           | Wolfsburg                                                    | Arena Kombëtare                                  |                                                  |
| 20:00 UTC+2 | 20:00 UTC+2       |        | (0 – 2) Rapport | 22′, 75′ Wout Weghorst 34′ Maxence Lacroix 90′ Admir Mehmedi | Tirana Publik: 0 Domare: Duje Strukan (Kroatien) | Tirana Publik: 0 Domare: Duje Strukan (Kroatien) |
| 20:00 UTC+2 | 20:00 UTC+2       |        |                 |                                                              | Tirana Publik: 0 Domare: Duje Strukan (Kroatien) | Tirana Publik: 0 Domare: Duje Strukan (Kroatien) |
| 20:00 UTC+2 | 20:00 UTC+2       |        |                 |                                                              | Tirana Publik: 0 Domare: Duje Strukan (Kroatien) | Tirana Publik: 0 Domare: Duje Strukan (Kroatien) |

|             | 17 september 2020 | Piast Gliwice                                                | 3 – 2   | Hartberg                        | Stadion Piast                                       |                                                     |
| 20:00 UTC+2 | 20:00 UTC+2       | Martin Konczkowski 11′ Patryk Sokołowski 63′ Michał Żyro 85′ | Rapport | 34′ Tobias Kainz 76′ Lukas Ried | Gliwice Publik: 0 Domare: Erik Lambrechts (Belgien) | Gliwice Publik: 0 Domare: Erik Lambrechts (Belgien) |
| 20:00 UTC+2 | 20:00 UTC+2       |                                                              |         |                                 | Gliwice Publik: 0 Domare: Erik Lambrechts (Belgien) | Gliwice Publik: 0 Domare: Erik Lambrechts (Belgien) |
| 20:00 UTC+2 | 20:00 UTC+2       |                                                              |         |                                 | Gliwice Publik: 0 Domare: Erik Lambrechts (Belgien) | Gliwice Publik: 0 Domare: Erik Lambrechts (Belgien) |

|             | 17 september 2020 | Aris           | 1 – 2           | Kolos Kovalivka                    | Kleanthis Vikelidis Stadium                             |                                                         |
| 21:00 UTC+3 | 21:00 UTC+3       | Bruno Gama 56′ | (0 – 0) Rapport | 48′ Yevhen Novak 64′ Denys Antyukh | Thessaloniki Publik: 0 Domare: Lionel Tschudi (Schweiz) | Thessaloniki Publik: 0 Domare: Lionel Tschudi (Schweiz) |
| 21:00 UTC+3 | 21:00 UTC+3       |                |                 |                                    | Thessaloniki Publik: 0 Domare: Lionel Tschudi (Schweiz) | Thessaloniki Publik: 0 Domare: Lionel Tschudi (Schweiz) |
| 21:00 UTC+3 | 21:00 UTC+3       |                |                 |                                    | Thessaloniki Publik: 0 Domare: Lionel Tschudi (Schweiz) | Thessaloniki Publik: 0 Domare: Lionel Tschudi (Schweiz) |

|             | 17 september 2020 | Shamrock Rovers | 0 – 2           | AC Milan                                    | Tallaght Stadium                              |                                               |
| 19:00 UTC+1 | 19:00 UTC+1       |                 | (0 – 1) Rapport | 24′ Zlatan Ibrahimović 68′ Hakan Çalhanoğlu | Dublin Publik: 0 Domare: Ádám Farkas (Ungern) | Dublin Publik: 0 Domare: Ádám Farkas (Ungern) |
| 19:00 UTC+1 | 19:00 UTC+1       |                 |                 |                                             | Dublin Publik: 0 Domare: Ádám Farkas (Ungern) | Dublin Publik: 0 Domare: Ádám Farkas (Ungern) |
| 19:00 UTC+1 | 19:00 UTC+1       |                 |                 |                                             | Dublin Publik: 0 Domare: Ádám Farkas (Ungern) | Dublin Publik: 0 Domare: Ádám Farkas (Ungern) |

|             | 17 september 2020 | Mura                                               | 3 – 0           | AGF | Fazanerija City Stadium                                      |                                                              |
| 20:15 UTC+2 | 20:15 UTC+2       | Jan Gorenc 38′ Kevin Žižek 73′ Amadej Maroša 90+6′ | (1 – 0) Rapport |     | Murska Sobota Publik: 0 Domare: Giorgi Kruashvili (Georgien) | Murska Sobota Publik: 0 Domare: Giorgi Kruashvili (Georgien) |
| 20:15 UTC+2 | 20:15 UTC+2       |                                                    |                 |     | Murska Sobota Publik: 0 Domare: Giorgi Kruashvili (Georgien) | Murska Sobota Publik: 0 Domare: Giorgi Kruashvili (Georgien) |
| 20:15 UTC+2 | 20:15 UTC+2       |                                                    |                 |     | Murska Sobota Publik: 0 Domare: Giorgi Kruashvili (Georgien) | Murska Sobota Publik: 0 Domare: Giorgi Kruashvili (Georgien) |

|             | 17 september 2020 | Viking FK | 0 – 2           | Aberdeen                            | Viking Stadion                                      |                                                     |
| 20:30 UTC+2 | 20:30 UTC+2       |           | (0 – 1) Rapport | 45+1′ Ross McCrorie 79′ Ryan Hedges | Stavanger Publik: 0 Domare: Filip Glova (Slovakien) | Stavanger Publik: 0 Domare: Filip Glova (Slovakien) |
| 20:30 UTC+2 | 20:30 UTC+2       |           |                 |                                     | Stavanger Publik: 0 Domare: Filip Glova (Slovakien) | Stavanger Publik: 0 Domare: Filip Glova (Slovakien) |
| 20:30 UTC+2 | 20:30 UTC+2       |           |                 |                                     | Stavanger Publik: 0 Domare: Filip Glova (Slovakien) | Stavanger Publik: 0 Domare: Filip Glova (Slovakien) |

|             | 17 september 2020 | Coleraine                                  | 0000 2 – 2 (e.fl.)         | Motherwell                              | The Showgrounds                                     |                                                     |
| 19:30 UTC+1 | 19:30 UTC+1       | Ben Doherty 50′ (str.), 90+1′ (str.)       | (0 – 2) Rapport            | 17′ Callum Lang 38′ Tony Watt           | Coleraine Publik: 0 Domare: Antti Munukka (Finland) | Coleraine Publik: 0 Domare: Antti Munukka (Finland) |
| 19:30 UTC+1 | 19:30 UTC+1       |                                            |                            |                                         | Coleraine Publik: 0 Domare: Antti Munukka (Finland) | Coleraine Publik: 0 Domare: Antti Munukka (Finland) |
| 19:30 UTC+1 | 19:30 UTC+1       | Ian Parkhill Lyndon Kane Gareth McConaghie | Straffsparksläggning 0 – 3 | Mark O'Hara Tony Watt Stephen O'Donnell | Coleraine Publik: 0 Domare: Antti Munukka (Finland) | Coleraine Publik: 0 Domare: Antti Munukka (Finland) |

|             | 17 september 2020 | Servette | 0 – 1           | Reims            | Stade de Genève                                   |                                                   |
| 20:45 UTC+2 | 20:45 UTC+2       |          | (0 – 1) Rapport | 5′ Valon Berisha | Genève Publik: 0 Domare: Stuart Attwell (England) | Genève Publik: 0 Domare: Stuart Attwell (England) |
| 20:45 UTC+2 | 20:45 UTC+2       |          |                 |                  | Genève Publik: 0 Domare: Stuart Attwell (England) | Genève Publik: 0 Domare: Stuart Attwell (England) |
| 20:45 UTC+2 | 20:45 UTC+2       |          |                 |                  | Genève Publik: 0 Domare: Stuart Attwell (England) | Genève Publik: 0 Domare: Stuart Attwell (England) |

|             | 17 september 2020 | Dunajská Streda                                                 | 0000 5 – 3 (e.fl.) | Jablonec                                         | MOL Aréna                                                  |                                                            |
| 20:45 UTC+2 | 20:45 UTC+2       | Marko Divković 7′, 66′ Ion Nicolaescu 86′, 97′ Erick Davis 115′ | (1 – 1) Rapport    | 26′ Jaroslav Zelený 58′, 72′ (str.) Ivan Schranz | Dunajská Streda Publik: 0 Domare: Marco Di Bello (Italien) | Dunajská Streda Publik: 0 Domare: Marco Di Bello (Italien) |
| 20:45 UTC+2 | 20:45 UTC+2       |                                                                 |                    |                                                  | Dunajská Streda Publik: 0 Domare: Marco Di Bello (Italien) | Dunajská Streda Publik: 0 Domare: Marco Di Bello (Italien) |
| 20:45 UTC+2 | 20:45 UTC+2       |                                                                 |                    |                                                  | Dunajská Streda Publik: 0 Domare: Marco Di Bello (Italien) | Dunajská Streda Publik: 0 Domare: Marco Di Bello (Italien) |

|             | 17 september 2020 | Osijek               | 1 – 2           | Basel                                           | Stadion Gradski vrt                                          |                                                              |
| 20:45 UTC+2 | 20:45 UTC+2       | Ante Majstorović 85′ | (0 – 2) Rapport | 19′ Arthur Mendonça Cabral 45′ Valentin Stocker | Osijek Publik: 0 Domare: José Luis Munuera Montero (Spanien) | Osijek Publik: 0 Domare: José Luis Munuera Montero (Spanien) |
| 20:45 UTC+2 | 20:45 UTC+2       |                      |                 |                                                 | Osijek Publik: 0 Domare: José Luis Munuera Montero (Spanien) | Osijek Publik: 0 Domare: José Luis Munuera Montero (Spanien) |
| 20:45 UTC+2 | 20:45 UTC+2       |                      |                 |                                                 | Osijek Publik: 0 Domare: José Luis Munuera Montero (Spanien) | Osijek Publik: 0 Domare: José Luis Munuera Montero (Spanien) |

|             | 17 september 2020 | TSC Bačka Topola                                                                                            | 0000 6 – 6 (e.fl.)         | Steaua București                                                                                 | City Stadium                                          |                                                       |
| 21:00 UTC+2 | 21:00 UTC+2       | Dejan Milićević 12′ Borko Duronjić 15′ Goran Antonić 52′ Saša Tomanović 90+5′, 118′ Janko Tumbasević 105+2′ | (2 – 1) Rapport            | 26′ Florinel Coman 51′, 64′ (str.), 105+1′ Dennis Man 90+4′ (sjm.) Bojan Balaž 109′ Adrian Petre | Senta Publik: 0 Domare: Dennis Higler (Nederländerna) | Senta Publik: 0 Domare: Dennis Higler (Nederländerna) |
| 21:00 UTC+2 | 21:00 UTC+2       | |                            |                                                                                                  | Senta Publik: 0 Domare: Dennis Higler (Nederländerna) | Senta Publik: 0 Domare: Dennis Higler (Nederländerna) |
| 21:00 UTC+2 | 21:00 UTC+2       | Saša Tomanović Đuro Zec Mihajlo Banjac Goran Antonić Vasilije Đurić                                         | Straffsparksläggning 4 – 5 | Olimpiu Moruțan Ovidiu Perianu Ionuț Panțîru Adrian Petre Dennis Man                             | Senta Publik: 0 Domare: Dennis Higler (Nederländerna) | Senta Publik: 0 Domare: Dennis Higler (Nederländerna) |

|             | 17 september 2020 | Budapest Honvéd | 0 – 2           | Malmö FF                                    | Hidegkuti Nándor Stadion                                    |                                                             |
| 21:05 UTC+2 | 21:05 UTC+2       |                 | (0 – 1) Rapport | 43′ Ola Toivonen 87′ Arnór Ingvi Traustason | Budapest Publik: 0 Domare: Anastasios Papapetrou (Grekland) | Budapest Publik: 0 Domare: Anastasios Papapetrou (Grekland) |
| 21:05 UTC+2 | 21:05 UTC+2       |                 |                 |                                             | Budapest Publik: 0 Domare: Anastasios Papapetrou (Grekland) | Budapest Publik: 0 Domare: Anastasios Papapetrou (Grekland) |
| 21:05 UTC+2 | 21:05 UTC+2       |                 |                 |                                             | Budapest Publik: 0 Domare: Anastasios Papapetrou (Grekland) | Budapest Publik: 0 Domare: Anastasios Papapetrou (Grekland) |

## Tredje kvalomgången

### Sammanfattning
| Tredje kvalomgången – Från Champions League – 18 (20) deltagande klubblag | Tredje kvalomgången – Från Champions League – 18 (20) deltagande klubblag | Tredje kvalomgången – Från Champions League – 18 (20) deltagande klubblag |
| ------------------------------------------------------------------------- | ------------------------------------------------------------------------- | ------------------------------------------------------------------------- |
| Lag 1                                                                     | Resultat                                                                  | Lag 2                                                                     |
| Tirana                                                                    | Stod över                                                                 |                                                                           |
| Ludogorets Razgrad                                                        | Stod över                                                                 |                                                                           |
| Sarajevo                                                                  | 2–1                                                                       | Budućnost Podgorica                                                       |
| Sheriff Tiraspol                                                          | 00001–1 (e.f.) (3–5 str.)                                                 | Dundalk                                                                   |
| Ararat-Armenia                                                            | 1–0                                                                       | Celje                                                                     |
| Riga                                                                      | 0–1                                                                       | Celtic                                                                    |
| Kups                                                                      | 2–0                                                                       | Sūduva                                                                    |
| Legia Warszawa                                                            | 2–0                                                                       | Drita                                                                     |
| KÍ                                                                        | 6–1                                                                       | Dinamo Tbilisi                                                            |
| Djurgårdens IF                                                            | 0–1                                                                       | Cluj                                                                      |
| Floriana                                                                  | 00000–0 (e.f.) (2–4 str.)                                                 | Flora                                                                     |

| Tredje kvalomgången – Bäst placerade – 52 deltagande klubblag | Tredje kvalomgången – Bäst placerade – 52 deltagande klubblag | Tredje kvalomgången – Bäst placerade – 52 deltagande klubblag |
| ------------------------------------------------------------- | ------------------------------------------------------------- | ------------------------------------------------------------- |
| Lag 1                                                         | Resultat                                                      | Lag 2                                                         |
| Mura                                                          | 1–5                                                           | PSV                                                           |
| Malmö FF                                                      | 5–0                                                           | Lokomotiva Zagreb                                             |
| Sporting Lissabon                                             | 1–0                                                           | Aberdeen                                                      |
| Charleroi                                                     | 00002–1 (e.f.)                                                | Partizan                                                      |
| Rosenborg BK                                                  | 1–0                                                           | Alanyaspor                                                    |
| Wolfsburg                                                     | 2–0                                                           | Desna Tjernihiv                                               |
| Fehérvár                                                      | 00000–0 (e.f.) (4–1 str.)                                     | Reims                                                         |
| Granada                                                       | 2–0                                                           | Lokomotivi Tbilisi                                            |
| Rijeka                                                        | 00002–0 (e.f.)                                                | Kolos Kovalivka                                               |
| St. Gallen                                                    | 0–1                                                           | AEK Aten                                                      |
| Lask                                                          | 7–0                                                           | Dunajská Streda                                               |
| AC Milan                                                      | 3–2                                                           | FK Bodø/Glimt                                                 |
| Shkëndija                                                     | 1–3                                                           | Tottenham Hotspur                                             |
| Standard Liège                                                | 00002–1 (e.f.)                                                | Vojvodina                                                     |
| Rostov                                                        | 1–2                                                           | Maccabi Haifa                                                 |
| Willem II                                                     | 0–4                                                           | Rangers                                                       |
| Apollon Limassol                                              | 0–5                                                           | Lech Poznań                                                   |
| Beşiktaş                                                      | 00001–1 (e.f.) (2–4 str.)                                     | Rio Ave                                                       |
| Steaua București                                              | 0–2                                                           | Slovan Liberec                                                |
| Hapoel Be'er Sheva                                            | 3–0                                                           | Motherwell                                                    |
| FC Köpenhamn                                                  | 3–0                                                           | Piast Gliwice                                                 |
| Basel                                                         | 3–2                                                           | Anorthosis Famagusta                                          |
| Galatasaray                                                   | 2–0                                                           | Hajduk Split                                                  |
| Viktoria Plzeň                                                | 3–0                                                           | SønderjyskE                                                   |
| APOEL                                                         | 2–2 (e.f.) (4–2 str.)                                         | Zrinjski Mostar                                               |
| CSKA Sofia                                                    | 3–1                                                           | B36                                                           |

### Matcher

#### Mästarvägen
|             | 24 september 2020 | Ararat-Armenia        | 0000 1 – 0 (e.fl.) | Celje | Yerevan Football Academy Stadium                  |                                                   |
| 18:00 UTC+4 | 18:00 UTC+4       | Serhiy Vakulenko 111′ | (0 – 0) Rapport    |       | Jerevan Publik: 0 Domare: John Beaton (Skottland) | Jerevan Publik: 0 Domare: John Beaton (Skottland) |
| 18:00 UTC+4 | 18:00 UTC+4       |                       |                    |       | Jerevan Publik: 0 Domare: John Beaton (Skottland) | Jerevan Publik: 0 Domare: John Beaton (Skottland) |
| 18:00 UTC+4 | 18:00 UTC+4       |                       |                    |       | Jerevan Publik: 0 Domare: John Beaton (Skottland) | Jerevan Publik: 0 Domare: John Beaton (Skottland) |

|             | 24 september 2020 | Kups                                                | 2 – 0           | Sūduva | Kuopio Football Stadium                                    |                                                            |
| 18:30 UTC+3 | 18:30 UTC+3       | Lucas Rangel Nunes Gonçalves 31′ Igors Tarasovs 72′ | (1 – 0) Rapport |        | Kuopio Publik: 0 Domare: Manuel Schüttengruber (Österrike) | Kuopio Publik: 0 Domare: Manuel Schüttengruber (Österrike) |
| 18:30 UTC+3 | 18:30 UTC+3       |                                                     |                 |        | Kuopio Publik: 0 Domare: Manuel Schüttengruber (Österrike) | Kuopio Publik: 0 Domare: Manuel Schüttengruber (Österrike) |
| 18:30 UTC+3 | 18:30 UTC+3       |                                                     |                 |        | Kuopio Publik: 0 Domare: Manuel Schüttengruber (Österrike) | Kuopio Publik: 0 Domare: Manuel Schüttengruber (Österrike) |

|             | 24 september 2020 | Riga | 0 – 1           | Celtic                  | Skonto Stadium                                    |                                                   |
| 20:00 UTC+3 | 20:00 UTC+3       |      | (0 – 0) Rapport | 90′ Mohamed Elyounoussi | Riga Publik: 0 Domare: Fabio Verissimo (Portugal) | Riga Publik: 0 Domare: Fabio Verissimo (Portugal) |
| 20:00 UTC+3 | 20:00 UTC+3       |      |                 |                         | Riga Publik: 0 Domare: Fabio Verissimo (Portugal) | Riga Publik: 0 Domare: Fabio Verissimo (Portugal) |
| 20:00 UTC+3 | 20:00 UTC+3       |      |                 |                         | Riga Publik: 0 Domare: Fabio Verissimo (Portugal) | Riga Publik: 0 Domare: Fabio Verissimo (Portugal) |

|             | 24 september 2020 | Djurgårdens IF | 0 – 1           | Cluj               | Tele2 Arena                                            |                                                        |
| 19:00 UTC+2 | 19:00 UTC+2       |                | (0 – 0) Rapport | 55′ Paulo Vinícius | Stockholm Publik: 0 Domare: Bartosz Frankowski (Polen) | Stockholm Publik: 0 Domare: Bartosz Frankowski (Polen) |
| 19:00 UTC+2 | 19:00 UTC+2       |                |                 |                    | Stockholm Publik: 0 Domare: Bartosz Frankowski (Polen) | Stockholm Publik: 0 Domare: Bartosz Frankowski (Polen) |
| 19:00 UTC+2 | 19:00 UTC+2       |                |                 |                    | Stockholm Publik: 0 Domare: Bartosz Frankowski (Polen) | Stockholm Publik: 0 Domare: Bartosz Frankowski (Polen) |

|             | 24 september 2020 | Floriana                                       | 0000 0 – 0 (e.fl.)         | Flora                                                                   | National Stadium                                                  |                                                                   |
| 19:00 UTC+2 | 19:00 UTC+2       |                                                | Rapport                    |                                                                         | Ta' Qali Publik: 0 Domare: Irfan Peljto (Bosnien och Hercegovina) | Ta' Qali Publik: 0 Domare: Irfan Peljto (Bosnien och Hercegovina) |
| 19:00 UTC+2 | 19:00 UTC+2       |                                                |                            |                                                                         | Ta' Qali Publik: 0 Domare: Irfan Peljto (Bosnien och Hercegovina) | Ta' Qali Publik: 0 Domare: Irfan Peljto (Bosnien och Hercegovina) |
| 19:00 UTC+2 | 19:00 UTC+2       | Kristian Keqi Venancio Tiago Adan Jan Busuttil | Straffsparksläggning 2 – 4 | Michael Lilander Vladislav Kreida Markus Poom Märten Kuusk Frank Liivak | Ta' Qali Publik: 0 Domare: Irfan Peljto (Bosnien och Hercegovina) | Ta' Qali Publik: 0 Domare: Irfan Peljto (Bosnien och Hercegovina) |

|             | 24 september 2020 | KÍ                                                                       | 6 – 1           | Dinamo Tbilisi | Tórsvøllur                                             |                                                        |
| 19:00 UTC+1 | 19:00 UTC+1       | Deni Pavlović 22′ John Johannesen 58′, 85′ Páll Klettskarð 60′, 69′, 73′ | (1 – 0) Rapport | 71′ Pernambuco | Tórshavn Publik: 0 Domare: Thorvaldur Árnason (Island) | Tórshavn Publik: 0 Domare: Thorvaldur Árnason (Island) |
| 19:00 UTC+1 | 19:00 UTC+1       |                                                                          |                 |                | Tórshavn Publik: 0 Domare: Thorvaldur Árnason (Island) | Tórshavn Publik: 0 Domare: Thorvaldur Árnason (Island) |
| 19:00 UTC+1 | 19:00 UTC+1       |                                                                          |                 |                | Tórshavn Publik: 0 Domare: Thorvaldur Árnason (Island) | Tórshavn Publik: 0 Domare: Thorvaldur Árnason (Island) |

|             | 24 september 2020 | Sarajevo                              | 2 – 1           | Budućnost Podgorica     | Bilino Polje Stadium                                  |                                                       |
| 20:00 UTC+2 | 20:00 UTC+2       | Benjamin Tatar 4′ Matthias Fanimo 67′ | (1 – 1) Rapport | 44′ Panagiotis Moraitis | Zenica Publik: 0 Domare: José María Sánchez (Spanien) | Zenica Publik: 0 Domare: José María Sánchez (Spanien) |
| 20:00 UTC+2 | 20:00 UTC+2       |                                       |                 |                         | Zenica Publik: 0 Domare: José María Sánchez (Spanien) | Zenica Publik: 0 Domare: José María Sánchez (Spanien) |
| 20:00 UTC+2 | 20:00 UTC+2       |                                       |                 |                         | Zenica Publik: 0 Domare: José María Sánchez (Spanien) | Zenica Publik: 0 Domare: José María Sánchez (Spanien) |

|             | 24 september 2020 | Legia Warszawa                      | 2 – 0           | Drita | Stadion Wojska Polskiego                           |                                                    |
| 20:30 UTC+2 | 20:30 UTC+2       | Paweł Wszołek 24′ Tomáš Pekhart 43′ | (2 – 0) Rapport |       | Warszawa Publik: 0 Domare: Halis Özkahya (Turkiet) | Warszawa Publik: 0 Domare: Halis Özkahya (Turkiet) |
| 20:30 UTC+2 | 20:30 UTC+2       |                                     |                 |       | Warszawa Publik: 0 Domare: Halis Özkahya (Turkiet) | Warszawa Publik: 0 Domare: Halis Özkahya (Turkiet) |
| 20:30 UTC+2 | 20:30 UTC+2       |                                     |                 |       | Warszawa Publik: 0 Domare: Halis Özkahya (Turkiet) | Warszawa Publik: 0 Domare: Halis Özkahya (Turkiet) |

|             | 24 september 2020 | Sheriff Tiraspol                                                    | 0000 1 – 1 (e.fl.)         | Dundalk                                                                | Sheriff Stadium                                                |                                                                |
| 20:00 UTC+3 | 20:00 UTC+3       | Veaceslav Posmac 8′                                                 | (1 – 1) Rapport            | 45′ Sean Murray                                                        | Tiraspol Publik: 0 Domare: Aleksandar Stavrev (Nordmakedonien) | Tiraspol Publik: 0 Domare: Aleksandar Stavrev (Nordmakedonien) |
| 20:00 UTC+3 | 20:00 UTC+3       |                                                                     |                            |                                                                        | Tiraspol Publik: 0 Domare: Aleksandar Stavrev (Nordmakedonien) | Tiraspol Publik: 0 Domare: Aleksandar Stavrev (Nordmakedonien) |
| 20:00 UTC+3 | 20:00 UTC+3       | Rifet Kapić Faith Friday Obilor Max Veloso William Parra Sinisterra | Straffsparksläggning 3 – 5 | Stefan Čolović Patrick Hoban Seán Hoare Patrick McEleney Chris Shields | Tiraspol Publik: 0 Domare: Aleksandar Stavrev (Nordmakedonien) | Tiraspol Publik: 0 Domare: Aleksandar Stavrev (Nordmakedonien) |

#### Huvudvägen
|             | 23 september 2020 | Apollon Limassol | 0 – 5           | Lech Poznań                                                              | GSP Stadium                                            |                                                        |
| 19:00 UTC+3 | 19:00 UTC+3       |                  | (0 – 1) Rapport | 42′, 90+2′ Pedro Tiba 47′ Mikael Ishak 58′ Jakub Kamiński 81′ Jan Sýkora | Nicosia Publik: 0 Domare: Mattias Gestranius (Finland) | Nicosia Publik: 0 Domare: Mattias Gestranius (Finland) |
| 19:00 UTC+3 | 19:00 UTC+3       |                  |                 |                                                                          | Nicosia Publik: 0 Domare: Mattias Gestranius (Finland) | Nicosia Publik: 0 Domare: Mattias Gestranius (Finland) |
| 19:00 UTC+3 | 19:00 UTC+3       |                  |                 |                                                                          | Nicosia Publik: 0 Domare: Mattias Gestranius (Finland) | Nicosia Publik: 0 Domare: Mattias Gestranius (Finland) |

|             | 24 september 2020 | Fehérvár                                        | 0000 0 – 0 (e.fl.)         | Reims                                       | MOL Aréna Sóstó                                        |                                                        |
| 18:00 UTC+2 | 18:00 UTC+2       |                                                 | Rapport                    |                                             | Székesfehérvár Publik: 0 Domare: Matej Jug (Slovenien) | Székesfehérvár Publik: 0 Domare: Matej Jug (Slovenien) |
| 18:00 UTC+2 | 18:00 UTC+2       |                                                 |                            |                                             | Székesfehérvár Publik: 0 Domare: Matej Jug (Slovenien) | Székesfehérvár Publik: 0 Domare: Matej Jug (Slovenien) |
| 18:00 UTC+2 | 18:00 UTC+2       | Evandro da Silva Stopira Armin Hodžić Loïc Négo | Straffsparksläggning 4 – 1 | Boulaye Dia Yunis Abdelhamid Ghislain Konan | Székesfehérvár Publik: 0 Domare: Matej Jug (Slovenien) | Székesfehérvár Publik: 0 Domare: Matej Jug (Slovenien) |

|             | 24 september 2020 | Viktoria Plzeň                                                   | 3 – 0           | SønderjyskE | Doosan Arena                                     |                                                  |
| 18:00 UTC+2 | 18:00 UTC+2       | Zdeněk Ondrášek 35′ (str.) Adriel Ba Loua 41′ Miroslav Káčer 51′ | (2 – 0) Rapport |             | Plzeň Publik: 0 Domare: Donatas Rumšas (Litauen) | Plzeň Publik: 0 Domare: Donatas Rumšas (Litauen) |
| 18:00 UTC+2 | 18:00 UTC+2       |                                                                  |                 |             | Plzeň Publik: 0 Domare: Donatas Rumšas (Litauen) | Plzeň Publik: 0 Domare: Donatas Rumšas (Litauen) |
| 18:00 UTC+2 | 18:00 UTC+2       |                                                                  |                 |             | Plzeň Publik: 0 Domare: Donatas Rumšas (Litauen) | Plzeň Publik: 0 Domare: Donatas Rumšas (Litauen) |

|             | 24 september 2020 | Rostov              | 1 – 2           | Maccabi Haifa                               | Rostov Arena                                              |                                                           |
| 19:30 UTC+3 | 19:30 UTC+3       | Eldor Shomurodov 9′ | (1 – 1) Rapport | 20′ Nikita Rukavytsya 60′ Mohammad Abu Fani | Rostov-on-Don Publik: 0 Domare: Petr Ardeleánu (Tjeckien) | Rostov-on-Don Publik: 0 Domare: Petr Ardeleánu (Tjeckien) |
| 19:30 UTC+3 | 19:30 UTC+3       |                     |                 |                                             | Rostov-on-Don Publik: 0 Domare: Petr Ardeleánu (Tjeckien) | Rostov-on-Don Publik: 0 Domare: Petr Ardeleánu (Tjeckien) |
| 19:30 UTC+3 | 19:30 UTC+3       |                     |                 |                                             | Rostov-on-Don Publik: 0 Domare: Petr Ardeleánu (Tjeckien) | Rostov-on-Don Publik: 0 Domare: Petr Ardeleánu (Tjeckien) |

|             | 24 september 2020 | Malmö FF                                                                  | 5 – 0           | Lokomotiva Zagreb | Stadion                                               |                                                       |
| 19:00 UTC+2 | 19:00 UTC+2       | Isaac Kiese Thelin 5′, 17′ Adi Nalic 31′ Eric Larsson 52′ Søren Rieks 72′ | (3 – 0) Rapport |                   | Malmö Publik: 0 Domare: François Letexier (Frankrike) | Malmö Publik: 0 Domare: François Letexier (Frankrike) |
| 19:00 UTC+2 | 19:00 UTC+2       |                                                                           |                 |                   | Malmö Publik: 0 Domare: François Letexier (Frankrike) | Malmö Publik: 0 Domare: François Letexier (Frankrike) |
| 19:00 UTC+2 | 19:00 UTC+2       |                                                                           |                 |                   | Malmö Publik: 0 Domare: François Letexier (Frankrike) | Malmö Publik: 0 Domare: François Letexier (Frankrike) |

|             | 24 september 2020 | Mura            | 1 – 5           | PSV                                                         | Fazanerija City Stadium                                  |                                                          |
| 19:00 UTC+2 | 19:00 UTC+2       | Nino Kouter 21′ | (1 – 2) Rapport | 17′, 65′ Donyell Malen 28′ Mauro Júnior 54′, 90′ Cody Gakpo | Murska Sobota Publik: 0 Domare: Sandro Schärer (Schweiz) | Murska Sobota Publik: 0 Domare: Sandro Schärer (Schweiz) |
| 19:00 UTC+2 | 19:00 UTC+2       |                 |                 |                                                             | Murska Sobota Publik: 0 Domare: Sandro Schärer (Schweiz) | Murska Sobota Publik: 0 Domare: Sandro Schärer (Schweiz) |
| 19:00 UTC+2 | 19:00 UTC+2       |                 |                 |                                                             | Murska Sobota Publik: 0 Domare: Sandro Schärer (Schweiz) | Murska Sobota Publik: 0 Domare: Sandro Schärer (Schweiz) |

|             | 24 september 2020 | Charleroi                              | 0000 2 – 1 (e.fl.) | Partizan            | Stade du Pays de Charleroi                           |                                                      |
| 19:00 UTC+2 | 19:00 UTC+2       | Dorian Dessoleil 10′ Kaveh Rezaei 108′ | (1 – 0) Rapport    | 53′ Seydouba Soumah | Charleroi Publik: 0 Domare: Bobby Madden (Skottland) | Charleroi Publik: 0 Domare: Bobby Madden (Skottland) |
| 19:00 UTC+2 | 19:00 UTC+2       |                                        |                    |                     | Charleroi Publik: 0 Domare: Bobby Madden (Skottland) | Charleroi Publik: 0 Domare: Bobby Madden (Skottland) |
| 19:00 UTC+2 | 19:00 UTC+2       |                                        |                    |                     | Charleroi Publik: 0 Domare: Bobby Madden (Skottland) | Charleroi Publik: 0 Domare: Bobby Madden (Skottland) |

|             | 24 september 2020 | Rosenborg BK         | 1 – 0           | Alanyaspor | Lerkendal Stadion                                   |                                                     |
| 19:00 UTC+2 | 19:00 UTC+2       | Anders Konradsen 59′ | (0 – 0) Rapport |            | Trondheim Publik: 0 Domare: Kristo Tohver (Estland) | Trondheim Publik: 0 Domare: Kristo Tohver (Estland) |
| 19:00 UTC+2 | 19:00 UTC+2       |                      |                 |            | Trondheim Publik: 0 Domare: Kristo Tohver (Estland) | Trondheim Publik: 0 Domare: Kristo Tohver (Estland) |
| 19:00 UTC+2 | 19:00 UTC+2       |                      |                 |            | Trondheim Publik: 0 Domare: Kristo Tohver (Estland) | Trondheim Publik: 0 Domare: Kristo Tohver (Estland) |

|             | 24 september 2020 | Beşiktaş                                       | 0000 1 – 1 (e.fl.)         | Rio Ave                                                 | Vodafone Park                                        |                                                      |
| 20:00 UTC+3 | 20:00 UTC+3       | Güven Yalçın 15′                               | (1 – 0) Rapport            | 85′ Bruno Moreira                                       | Istanbul Publik: 0 Domare: Daniel Siebert (Tyskland) | Istanbul Publik: 0 Domare: Daniel Siebert (Tyskland) |
| 20:00 UTC+3 | 20:00 UTC+3       |                                                |                            |                                                         | Istanbul Publik: 0 Domare: Daniel Siebert (Tyskland) | Istanbul Publik: 0 Domare: Daniel Siebert (Tyskland) |
| 20:00 UTC+3 | 20:00 UTC+3       | Bernard Mensah Gökhan Töre Welinton Cyle Larin | Straffsparksläggning 2 – 4 | Bruno Moreira Aderlan Santos Nikola Jambor Matheus Reis | Istanbul Publik: 0 Domare: Daniel Siebert (Tyskland) | Istanbul Publik: 0 Domare: Daniel Siebert (Tyskland) |

|             | 24 september 2020 | CSKA Sofia                                    | 3 – 1           | B36                  | Stadion Balgarska Armia                       |                                               |
| 20:00 UTC+3 | 20:00 UTC+3       | Ali Sowe 27′ Georgi Yomov 38′ Jules Keita 83′ | (2 – 0) Rapport | 61′ Sebastian Pingel | Sofia Publik: 0 Domare: Tamás Bognár (Ungern) | Sofia Publik: 0 Domare: Tamás Bognár (Ungern) |
| 20:00 UTC+3 | 20:00 UTC+3       |                                               |                 |                      | Sofia Publik: 0 Domare: Tamás Bognár (Ungern) | Sofia Publik: 0 Domare: Tamás Bognár (Ungern) |
| 20:00 UTC+3 | 20:00 UTC+3       |                                               |                 |                      | Sofia Publik: 0 Domare: Tamás Bognár (Ungern) | Sofia Publik: 0 Domare: Tamás Bognár (Ungern) |

|             | 24 september 2020 | Steaua București | 0 – 2           | Slovan Liberec                              | Stadionul Marin Anastasovici                            |                                                         |
| 20:30 UTC+3 | 20:30 UTC+3       |                  | (0 – 0) Rapport | 64′ Abdulla Yusuf Helal 82′ Michael Rabušic | Giurgiu Publik: 0 Domare: Aliyar Aghayev (Azerbajdzjan) | Giurgiu Publik: 0 Domare: Aliyar Aghayev (Azerbajdzjan) |
| 20:30 UTC+3 | 20:30 UTC+3       |                  |                 |                                             | Giurgiu Publik: 0 Domare: Aliyar Aghayev (Azerbajdzjan) | Giurgiu Publik: 0 Domare: Aliyar Aghayev (Azerbajdzjan) |
| 20:30 UTC+3 | 20:30 UTC+3       |                  |                 |                                             | Giurgiu Publik: 0 Domare: Aliyar Aghayev (Azerbajdzjan) | Giurgiu Publik: 0 Domare: Aliyar Aghayev (Azerbajdzjan) |

|             | 24 september 2020 | Hapoel Be'er Sheva                                             | 3 – 0           | Motherwell | Hamoshava Stadium                                    |                                                      |
| 20:30 UTC+3 | 20:30 UTC+3       | Miguel Vítor 43′ Josué Pesqueira 71′ (str.) Elton Acolatse 82′ | (1 – 0) Rapport |            | Petah Tikva Publik: 0 Domare: Serhiy Boyko (Ukraina) | Petah Tikva Publik: 0 Domare: Serhiy Boyko (Ukraina) |
| 20:30 UTC+3 | 20:30 UTC+3       |                                                                |                 |            | Petah Tikva Publik: 0 Domare: Serhiy Boyko (Ukraina) | Petah Tikva Publik: 0 Domare: Serhiy Boyko (Ukraina) |
| 20:30 UTC+3 | 20:30 UTC+3       |                                                                |                 |            | Petah Tikva Publik: 0 Domare: Serhiy Boyko (Ukraina) | Petah Tikva Publik: 0 Domare: Serhiy Boyko (Ukraina) |

|             | 24 september 2020 | Granada                                    | 2 – 0           | Lokomotivi Tbilisi | Nuevo Los Cármenes                                         |                                                            |
| 20:00 UTC+2 | 20:00 UTC+2       | Darwin Machís 48′ Jorge Molina Vidal 90+1′ | (0 – 0) Rapport |                    | Granada Publik: 0 Domare: Serdar Gözübüyük (Nederländerna) | Granada Publik: 0 Domare: Serdar Gözübüyük (Nederländerna) |
| 20:00 UTC+2 | 20:00 UTC+2       |                                            |                 |                    | Granada Publik: 0 Domare: Serdar Gözübüyük (Nederländerna) | Granada Publik: 0 Domare: Serdar Gözübüyük (Nederländerna) |
| 20:00 UTC+2 | 20:00 UTC+2       |                                            |                 |                    | Granada Publik: 0 Domare: Serdar Gözübüyük (Nederländerna) | Granada Publik: 0 Domare: Serdar Gözübüyük (Nederländerna) |

|             | 24 september 2020 | Shkëndija | 1 – 3           | Tottenham Hotspur                               | Toše Proeski Arena                               |                                                  |
| 20:00 UTC+2 | 20:00 UTC+2       | Nafiu 55′ | (0 – 1) Rapport | 5′ Erik Lamela 70′ Son Heung-min 79′ Harry Kane | Skopje Publik: 0 Domare: Ali Palabıyık (Turkiet) | Skopje Publik: 0 Domare: Ali Palabıyık (Turkiet) |
| 20:00 UTC+2 | 20:00 UTC+2       |           |                 |                                                 | Skopje Publik: 0 Domare: Ali Palabıyık (Turkiet) | Skopje Publik: 0 Domare: Ali Palabıyık (Turkiet) |
| 20:00 UTC+2 | 20:00 UTC+2       |           |                 |                                                 | Skopje Publik: 0 Domare: Ali Palabıyık (Turkiet) | Skopje Publik: 0 Domare: Ali Palabıyık (Turkiet) |

|             | 24 september 2020 | Standard Liège                               | 0000 2 – 1 (e.fl.) | Vojvodina       | Stade Maurice Dufrasne                             |                                                    |
| 20:00 UTC+2 | 20:00 UTC+2       | Felipe Avenatti 47′ (str.) Selim Amallah 91′ | (0 – 0) Rapport    | 75′ Petar Bojić | Liège Publik: 0 Domare: Harald Lechner (Österrike) | Liège Publik: 0 Domare: Harald Lechner (Österrike) |
| 20:00 UTC+2 | 20:00 UTC+2       |                                              |                    |                 | Liège Publik: 0 Domare: Harald Lechner (Österrike) | Liège Publik: 0 Domare: Harald Lechner (Österrike) |
| 20:00 UTC+2 | 20:00 UTC+2       |                                              |                    |                 | Liège Publik: 0 Domare: Harald Lechner (Österrike) | Liège Publik: 0 Domare: Harald Lechner (Österrike) |

|             | 24 september 2020 | FC Köpenhamn                                    | 3 – 0           | Piast Gliwice | Parken                                                |                                                       |
| 20:00 UTC+2 | 20:00 UTC+2       | Kamil Wilczek 14′ Jonas Wind 58′ Pep Biel 90+3′ | (1 – 0) Rapport |               | Köpenhamn Publik: 0 Domare: Roi Reinshreiber (Israel) | Köpenhamn Publik: 0 Domare: Roi Reinshreiber (Israel) |
| 20:00 UTC+2 | 20:00 UTC+2       |                                                 |                 |               | Köpenhamn Publik: 0 Domare: Roi Reinshreiber (Israel) | Köpenhamn Publik: 0 Domare: Roi Reinshreiber (Israel) |
| 20:00 UTC+2 | 20:00 UTC+2       |                                                 |                 |               | Köpenhamn Publik: 0 Domare: Roi Reinshreiber (Israel) | Köpenhamn Publik: 0 Domare: Roi Reinshreiber (Israel) |

|             | 24 september 2020 | Galatasaray                        | 2 – 0           | Hajduk Split | Türk Telekom Stadium                              |                                                   |
| 21:00 UTC+3 | 21:00 UTC+3       | Younès Belhanda 77′ Ryan Babel 86′ | (0 – 0) Rapport |              | Istanbul Publik: 0 Domare: Craig Pawson (England) | Istanbul Publik: 0 Domare: Craig Pawson (England) |
| 21:00 UTC+3 | 21:00 UTC+3       |                                    |                 |              | Istanbul Publik: 0 Domare: Craig Pawson (England) | Istanbul Publik: 0 Domare: Craig Pawson (England) |
| 21:00 UTC+3 | 21:00 UTC+3       |                                    |                 |              | Istanbul Publik: 0 Domare: Craig Pawson (England) | Istanbul Publik: 0 Domare: Craig Pawson (England) |

|             | 24 september 2020 | APOEL                                                               | 0000 2 – 2 (e.fl.)         | Zrinjski Mostar                                               | GSP Stadium                                        |                                                    |
| 21:00 UTC+3 | 21:00 UTC+3       | Omer Atzili 14′ Atdhe Nuhiu 26′                                     | (2 – 1) Rapport            | 11′ Josip Ivančić 69′ Nemanja Bilbija                         | Nicosia Publik: 0 Domare: Daniel Stefański (Polen) | Nicosia Publik: 0 Domare: Daniel Stefański (Polen) |
| 21:00 UTC+3 | 21:00 UTC+3       |                                                                     |                            |                                                               | Nicosia Publik: 0 Domare: Daniel Stefański (Polen) | Nicosia Publik: 0 Domare: Daniel Stefański (Polen) |
| 21:00 UTC+3 | 21:00 UTC+3       | Mike Jensen Omer Atzili Ben Sahar Musa Al-Taamari Tomás De Vincenti | Straffsparksläggning 4 – 2 | Miloš Filipović Luis Ibáñez Nemanja Bilbija Miljan Govedarica | Nicosia Publik: 0 Domare: Daniel Stefański (Polen) | Nicosia Publik: 0 Domare: Daniel Stefański (Polen) |

|             | 24 september 2020 | Wolfsburg                                  | 2 – 0           | Desna Tjernihiv | AOK Stadion                                           |                                                       |
| 20:15 UTC+2 | 20:15 UTC+2       | Josuha Guilavogui 16′ Daniel Ginczek 90+2′ | (1 – 0) Rapport |                 | Wolfsburg Publik: 0 Domare: Lawrence Visser (Belgien) | Wolfsburg Publik: 0 Domare: Lawrence Visser (Belgien) |
| 20:15 UTC+2 | 20:15 UTC+2       |                                            |                 |                 | Wolfsburg Publik: 0 Domare: Lawrence Visser (Belgien) | Wolfsburg Publik: 0 Domare: Lawrence Visser (Belgien) |
| 20:15 UTC+2 | 20:15 UTC+2       |                                            |                 |                 | Wolfsburg Publik: 0 Domare: Lawrence Visser (Belgien) | Wolfsburg Publik: 0 Domare: Lawrence Visser (Belgien) |

|             | 24 september 2020 | St. Gallen | 0 – 1           | AEK Aten            | Kybunpark                                                            |                                                                      |
| 20:30 UTC+2 | 20:30 UTC+2       |            | (0 – 0) Rapport | 78′ Nélson Oliveira | St. Gallen Publik: 0 Domare: Alejandro Hernández Hernández (Spanien) | St. Gallen Publik: 0 Domare: Alejandro Hernández Hernández (Spanien) |
| 20:30 UTC+2 | 20:30 UTC+2       |            |                 |                     | St. Gallen Publik: 0 Domare: Alejandro Hernández Hernández (Spanien) | St. Gallen Publik: 0 Domare: Alejandro Hernández Hernández (Spanien) |
| 20:30 UTC+2 | 20:30 UTC+2       |            |                 |                     | St. Gallen Publik: 0 Domare: Alejandro Hernández Hernández (Spanien) | St. Gallen Publik: 0 Domare: Alejandro Hernández Hernández (Spanien) |

|             | 24 september 2020 | Lask | 7 – 0           | Dunajská Streda | Linzer Stadion                                    |                                                   |
| 20:30 UTC+2 | 20:30 UTC+2       | Marko Raguž 6′, 16′ Petar Filipović 47′ Peter Michorl 51′ Andreas Gruber 53′ Husein Balić 55′ Thomas Sabitzer 77′ | (2 – 0) Rapport |                 | Linz Publik: 0 Domare: Jérôme Brisard (Frankrike) | Linz Publik: 0 Domare: Jérôme Brisard (Frankrike) |
| 20:30 UTC+2 | 20:30 UTC+2       | |                 |                 | Linz Publik: 0 Domare: Jérôme Brisard (Frankrike) | Linz Publik: 0 Domare: Jérôme Brisard (Frankrike) |
| 20:30 UTC+2 | 20:30 UTC+2       | |                 |                 | Linz Publik: 0 Domare: Jérôme Brisard (Frankrike) | Linz Publik: 0 Domare: Jérôme Brisard (Frankrike) |

|             | 24 september 2020 | AC Milan                                      | 3 – 2           | FK Bodø/Glimt                           | San Siro                                       |                                                |
| 20:30 UTC+2 | 20:30 UTC+2       | Hakan Çalhanoğlu 16′, 50′ Lorenzo Colombo 32′ | (2 – 1) Rapport | 15′ Kasper Junker 55′ Jens Petter Hauge | Milano Publik: 0 Domare: Fran Jović (Kroatien) | Milano Publik: 0 Domare: Fran Jović (Kroatien) |
| 20:30 UTC+2 | 20:30 UTC+2       |                                               |                 |                                         | Milano Publik: 0 Domare: Fran Jović (Kroatien) | Milano Publik: 0 Domare: Fran Jović (Kroatien) |
| 20:30 UTC+2 | 20:30 UTC+2       |                                               |                 |                                         | Milano Publik: 0 Domare: Fran Jović (Kroatien) | Milano Publik: 0 Domare: Fran Jović (Kroatien) |

|             | 24 september 2020 | Basel                                                                 | 3 – 2           | Anorthosis Famagusta                    | St. Jakob-Park                                   |                                                  |
| 20:30 UTC+2 | 20:30 UTC+2       | Silvan Widmer 4′ Samuele Campo 12′ Hovhannes Hambardzumyan 21′ (sjm.) | (3 – 1) Rapport | 45+1′ Branko Vrgoč 67′ Giorgi Kvilitaia | Basel Publik: 0 Domare: Radu Petrescu (Rumänien) | Basel Publik: 0 Domare: Radu Petrescu (Rumänien) |
| 20:30 UTC+2 | 20:30 UTC+2       |                                                                       |                 |                                         | Basel Publik: 0 Domare: Radu Petrescu (Rumänien) | Basel Publik: 0 Domare: Radu Petrescu (Rumänien) |
| 20:30 UTC+2 | 20:30 UTC+2       |                                                                       |                 |                                         | Basel Publik: 0 Domare: Radu Petrescu (Rumänien) | Basel Publik: 0 Domare: Radu Petrescu (Rumänien) |

|             | 24 september 2020 | Rijeka                                     | 0000 2 – 0 (e.fl.) | Kolos Kovalivka | Stadion Rujevica                                  |                                                   |
| 20:45 UTC+2 | 20:45 UTC+2       | João Escoval 102′ Franko Andrijašević 115′ | (0 – 0) Rapport    |                 | Rijeka Publik: 0 Domare: Tiago Martins (Portugal) | Rijeka Publik: 0 Domare: Tiago Martins (Portugal) |
| 20:45 UTC+2 | 20:45 UTC+2       |                                            |                    |                 | Rijeka Publik: 0 Domare: Tiago Martins (Portugal) | Rijeka Publik: 0 Domare: Tiago Martins (Portugal) |
| 20:45 UTC+2 | 20:45 UTC+2       |                                            |                    |                 | Rijeka Publik: 0 Domare: Tiago Martins (Portugal) | Rijeka Publik: 0 Domare: Tiago Martins (Portugal) |

|             | 24 september 2020 | Sporting Lissabon | 1 – 0           | Aberdeen | Estádio José Alvalade                                    |                                                          |
| 20:00 UTC+1 | 20:00 UTC+1       | Tiago Tomás 8′    | (1 – 0) Rapport |          | Lissabon Publik: 0 Domare: Nikola Dabanović (Montenegro) | Lissabon Publik: 0 Domare: Nikola Dabanović (Montenegro) |
| 20:00 UTC+1 | 20:00 UTC+1       |                   |                 |          | Lissabon Publik: 0 Domare: Nikola Dabanović (Montenegro) | Lissabon Publik: 0 Domare: Nikola Dabanović (Montenegro) |
| 20:00 UTC+1 | 20:00 UTC+1       |                   |                 |          | Lissabon Publik: 0 Domare: Nikola Dabanović (Montenegro) | Lissabon Publik: 0 Domare: Nikola Dabanović (Montenegro) |

|             | 24 september 2020 | Willem II | 0 – 4           | Rangers                                                          | Koning Willem II Stadion                             |                                                      |
| 21:00 UTC+2 | 21:00 UTC+2       |           | (0 – 2) Rapport | 22′ (str.) James Tavernier 25′ Ryan Kent 55′, 71′ Filip Helander | Tilburg Publik: 0 Domare: Maurizio Mariani (Italien) | Tilburg Publik: 0 Domare: Maurizio Mariani (Italien) |
| 21:00 UTC+2 | 21:00 UTC+2       |           |                 |                                                                  | Tilburg Publik: 0 Domare: Maurizio Mariani (Italien) | Tilburg Publik: 0 Domare: Maurizio Mariani (Italien) |
| 21:00 UTC+2 | 21:00 UTC+2       |           |                 |                                                                  | Tilburg Publik: 0 Domare: Maurizio Mariani (Italien) | Tilburg Publik: 0 Domare: Maurizio Mariani (Italien) |

## Playoff

### Sammanfattning
| Playoffomgången – Från Champions League – 16 deltagande klubblag | Playoffomgången – Från Champions League – 16 deltagande klubblag | Playoffomgången – Från Champions League – 16 deltagande klubblag |
| ---------------------------------------------------------------- | ---------------------------------------------------------------- | ---------------------------------------------------------------- |
| Lag 1                                                            | Resultat                                                         | Lag 2                                                            |
| Young Boys                                                       | 3–0                                                              | Tirana                                                           |
| Dinamo Zagreb                                                    | 3–1                                                              | Flora                                                            |
| Cluj                                                             | 3–1                                                              | Kups                                                             |
| Ararat-Armenia                                                   | 1–2                                                              | Röda stjärnan                                                    |
| Dinamo Brest                                                     | 0–2                                                              | Ludogorets Razgrad                                               |
| Sarajevo                                                         | 0–1                                                              | Celtic                                                           |
| Legia Warszawa                                                   | 0–3                                                              | Qarabağ                                                          |
| Dundalk                                                          | 3–1                                                              | KÍ                                                               |

| Playoffomgången – Bäst placerade – 26 deltagande klubblag | Playoffomgången – Bäst placerade – 26 deltagande klubblag | Playoffomgången – Bäst placerade – 26 deltagande klubblag |
| --------------------------------------------------------- | --------------------------------------------------------- | --------------------------------------------------------- |
| Lag 1                                                     | Resultat                                                  | Lag 2                                                     |
| Hapoel Be'er Sheva                                        | 1–0                                                       | Viktoria Plzeň                                            |
| Basel                                                     | 1–3                                                       | CSKA Sofia                                                |
| Rio Ave                                                   | 00002–2 (e.f.) (8–9 str.)                                 | AC Milan                                                  |
| Rosenborg BK                                              | 0–2                                                       | PSV                                                       |
| Sporting Lissabon                                         | 1–4                                                       | Lask                                                      |
| FC Köpenhamn                                              | 0–1                                                       | Rijeka                                                    |
| AEK Aten                                                  | 2–1                                                       | Wolfsburg                                                 |
| Charleroi                                                 | 1–2                                                       | Lech Poznań                                               |
| Malmö FF                                                  | 1–3                                                       | Granada                                                   |
| Tottenham Hotspur                                         | 7–2                                                       | Maccabi Haifa                                             |
| Slovan Liberec                                            | 1–0                                                       | APOEL                                                     |
| Standard Liège                                            | 3–1                                                       | Fehérvár                                                  |
| Rangers                                                   | 2–1                                                       | Galatasaray                                               |

### Matcher

#### Mästarvägen
|             | 1 oktober 2020 | Cluj                                      | 3 – 1           | Kups                | Stadionul Dr. Constantin Rădulescu                  |                                                     |
| 18:30 UTC+3 | 18:30 UTC+3    | Mario Rondón 5′, 56′ Gabriel Debeljuh 42′ | (2 – 0) Rapport | 90+1′ Aniekpeno Udo | Cluj-Napoca Publik: 0 Domare: Ivan Bebek (Kroatien) | Cluj-Napoca Publik: 0 Domare: Ivan Bebek (Kroatien) |
| 18:30 UTC+3 | 18:30 UTC+3    |                                           |                 |                     | Cluj-Napoca Publik: 0 Domare: Ivan Bebek (Kroatien) | Cluj-Napoca Publik: 0 Domare: Ivan Bebek (Kroatien) |
| 18:30 UTC+3 | 18:30 UTC+3    |                                           |                 |                     | Cluj-Napoca Publik: 0 Domare: Ivan Bebek (Kroatien) | Cluj-Napoca Publik: 0 Domare: Ivan Bebek (Kroatien) |

|             | 1 oktober 2020 | Dinamo Zagreb                              | 3 – 1           | Flora                 | Maksimirstadion                                  |                                                  |
| 19:00 UTC+2 | 19:00 UTC+2    | Mario Gavranović 11′ Arijan Ademi 26′, 87′ | (2 – 0) Rapport | 65′ Vlasiy Sinyavskiy | Zagreb Publik: 0 Domare: Ali Palabıyık (Turkiet) | Zagreb Publik: 0 Domare: Ali Palabıyık (Turkiet) |
| 19:00 UTC+2 | 19:00 UTC+2    |                                            |                 |                       | Zagreb Publik: 0 Domare: Ali Palabıyık (Turkiet) | Zagreb Publik: 0 Domare: Ali Palabıyık (Turkiet) |
| 19:00 UTC+2 | 19:00 UTC+2    |                                            |                 |                       | Zagreb Publik: 0 Domare: Ali Palabıyık (Turkiet) | Zagreb Publik: 0 Domare: Ali Palabıyık (Turkiet) |

|             | 1 oktober 2020 | Ararat-Armenia   | 1 – 2           | Röda stjärnan                             | GSP Stadium                                                           |                                                                       |
| 20:00 UTC+3 | 20:00 UTC+3    | Mailson Lima 72′ | (0 – 1) Rapport | 45′ Aleksandar Katai 60′ Diego Falcinelli | Nicosia (Cypern) Publik: 0 Domare: Anastasios Sidiropoulos (Grekland) | Nicosia (Cypern) Publik: 0 Domare: Anastasios Sidiropoulos (Grekland) |
| 20:00 UTC+3 | 20:00 UTC+3    |                  |                 |                                           | Nicosia (Cypern) Publik: 0 Domare: Anastasios Sidiropoulos (Grekland) | Nicosia (Cypern) Publik: 0 Domare: Anastasios Sidiropoulos (Grekland) |
| 20:00 UTC+3 | 20:00 UTC+3    |                  |                 |                                           | Nicosia (Cypern) Publik: 0 Domare: Anastasios Sidiropoulos (Grekland) | Nicosia (Cypern) Publik: 0 Domare: Anastasios Sidiropoulos (Grekland) |

|             | 1 oktober 2020 | Dynamo Brest | 0 – 2           | Ludogorets Razgrad               | Dinamostadion                                     |                                                   |
| 21:00 UTC+3 | 21:00 UTC+3    |              | (0 – 0) Rapport | 73′ Elvis Manu 79′ Higinio Marín | Minsk Publik: 0 Domare: Slavko Vinčić (Slovenien) | Minsk Publik: 0 Domare: Slavko Vinčić (Slovenien) |
| 21:00 UTC+3 | 21:00 UTC+3    |              |                 |                                  | Minsk Publik: 0 Domare: Slavko Vinčić (Slovenien) | Minsk Publik: 0 Domare: Slavko Vinčić (Slovenien) |
| 21:00 UTC+3 | 21:00 UTC+3    |              |                 |                                  | Minsk Publik: 0 Domare: Slavko Vinčić (Slovenien) | Minsk Publik: 0 Domare: Slavko Vinčić (Slovenien) |

|             | 1 oktober 2020 | Sarajevo | 0 – 1           | Celtic              | Bilino Polje                                        |                                                     |
| 20:00 UTC+2 | 20:00 UTC+2    |          | (0 – 0) Rapport | 70′ Odsonne Édouard | Zenica Publik: 0 Domare: Benoît Bastien (Frankrike) | Zenica Publik: 0 Domare: Benoît Bastien (Frankrike) |
| 20:00 UTC+2 | 20:00 UTC+2    |          |                 |                     | Zenica Publik: 0 Domare: Benoît Bastien (Frankrike) | Zenica Publik: 0 Domare: Benoît Bastien (Frankrike) |
| 20:00 UTC+2 | 20:00 UTC+2    |          |                 |                     | Zenica Publik: 0 Domare: Benoît Bastien (Frankrike) | Zenica Publik: 0 Domare: Benoît Bastien (Frankrike) |

|             | 1 oktober 2020 | Legia Warszawa | 0 – 3           | Qarabağ                                                  | Stadion Wojska Polskiego                             |                                                      |
| 20:00 UTC+2 | 20:00 UTC+2    |                | (0 – 0) Rapport | 50′ Patrick Andrade 62′ Abdellah Zoubir 70′ Filip Ozobić | Warszawa Publik: 0 Domare: Tobias Stieler (Tyskland) | Warszawa Publik: 0 Domare: Tobias Stieler (Tyskland) |
| 20:00 UTC+2 | 20:00 UTC+2    |                |                 |                                                          | Warszawa Publik: 0 Domare: Tobias Stieler (Tyskland) | Warszawa Publik: 0 Domare: Tobias Stieler (Tyskland) |
| 20:00 UTC+2 | 20:00 UTC+2    |                |                 |                                                          | Warszawa Publik: 0 Domare: Tobias Stieler (Tyskland) | Warszawa Publik: 0 Domare: Tobias Stieler (Tyskland) |

|             | 1 oktober 2020 | Youngs Boys                                        | 3 – 0           | Tirana | Stadion Wankdorf                                 |                                                  |
| 20:30 UTC+2 | 20:30 UTC+2    | Christian Fassnacht 42′ Jean-Pierre Nsame 52′, 64′ | (1 – 0) Rapport |        | Bern Publik: 0 Domare: Sergei Karasev (Ryssland) | Bern Publik: 0 Domare: Sergei Karasev (Ryssland) |
| 20:30 UTC+2 | 20:30 UTC+2    |                                                    |                 |        | Bern Publik: 0 Domare: Sergei Karasev (Ryssland) | Bern Publik: 0 Domare: Sergei Karasev (Ryssland) |
| 20:30 UTC+2 | 20:30 UTC+2    |                                                    |                 |        | Bern Publik: 0 Domare: Sergei Karasev (Ryssland) | Bern Publik: 0 Domare: Sergei Karasev (Ryssland) |

|             | 1 oktober 2020 | Dundalk                                            | 3 – 1           | KÍ                      | Aviva Stadium                                       |                                                     |
| 19:30 UTC+1 | 19:30 UTC+1    | Sean Murray 33′ Daniel Cleary 48′ Daniel Kelly 79′ | (1 – 0) Rapport | 66′ Ole Erik Midtskogen | Dublin Publik: 0 Domare: Maurizio Mariani (Italien) | Dublin Publik: 0 Domare: Maurizio Mariani (Italien) |
| 19:30 UTC+1 | 19:30 UTC+1    |                                                    |                 |                         | Dublin Publik: 0 Domare: Maurizio Mariani (Italien) | Dublin Publik: 0 Domare: Maurizio Mariani (Italien) |
| 19:30 UTC+1 | 19:30 UTC+1    |                                                    |                 |                         | Dublin Publik: 0 Domare: Maurizio Mariani (Italien) | Dublin Publik: 0 Domare: Maurizio Mariani (Italien) |

#### Huvudvägen
|             | 1 oktober 2020 | Malmö FF           | 1 – 3           | Granada                                                  | Stadion                                          |                                                  |
| 19:00 UTC+2 | 19:00 UTC+2    | Jo Inge Berget 45′ | (1 – 1) Rapport | 30′ Darwin Machís 58′ Antonio Puertas 85′ Yangel Herrera | Malmö Publik: 0 Domare: István Kovács (Rumänien) | Malmö Publik: 0 Domare: István Kovács (Rumänien) |
| 19:00 UTC+2 | 19:00 UTC+2    |                    |                 |                                                          | Malmö Publik: 0 Domare: István Kovács (Rumänien) | Malmö Publik: 0 Domare: István Kovács (Rumänien) |
| 19:00 UTC+2 | 19:00 UTC+2    |                    |                 |                                                          | Malmö Publik: 0 Domare: István Kovács (Rumänien) | Malmö Publik: 0 Domare: István Kovács (Rumänien) |

|             | 1 oktober 2020 | Rosenborg BK | 0 – 2           | PSV                            | Lerkendal Stadion                                  |                                                    |
| 19:00 UTC+2 | 19:00 UTC+2    |              | (0 – 1) Rapport | 22′ Eran Zahavi 61′ Cody Gakpo | Trondheim Publik: 0 Domare: Davide Massa (Italien) | Trondheim Publik: 0 Domare: Davide Massa (Italien) |
| 19:00 UTC+2 | 19:00 UTC+2    |              |                 |                                | Trondheim Publik: 0 Domare: Davide Massa (Italien) | Trondheim Publik: 0 Domare: Davide Massa (Italien) |
| 19:00 UTC+2 | 19:00 UTC+2    |              |                 |                                | Trondheim Publik: 0 Domare: Davide Massa (Italien) | Trondheim Publik: 0 Domare: Davide Massa (Italien) |

|             | 1 oktober 2020 | Charleroi        | 1 – 2           | Lech Poznań                            | Stade du Pays de Charleroi                          |                                                     |
| 19:00 UTC+2 | 19:00 UTC+2    | Mamadou Fall 56′ | (0 – 2) Rapport | 34′ Dani Ramírez 41′ Tymoteusz Puchacz | Charleroi Publik: 0 Domare: Felix Zwayer (Tyskland) | Charleroi Publik: 0 Domare: Felix Zwayer (Tyskland) |
| 19:00 UTC+2 | 19:00 UTC+2    |                  |                 |                                        | Charleroi Publik: 0 Domare: Felix Zwayer (Tyskland) | Charleroi Publik: 0 Domare: Felix Zwayer (Tyskland) |
| 19:00 UTC+2 | 19:00 UTC+2    |                  |                 |                                        | Charleroi Publik: 0 Domare: Felix Zwayer (Tyskland) | Charleroi Publik: 0 Domare: Felix Zwayer (Tyskland) |

|             | 1 oktober 2020 | Slovan Liberec          | 1 – 0           | APOEL | Stadion u Nisy                                     |                                                    |
| 19:00 UTC+2 | 19:00 UTC+2    | Kamso Mara 90+5′ (str.) | (0 – 0) Rapport |       | Liberec Publik: 0 Domare: Andreas Ekberg (Sverige) | Liberec Publik: 0 Domare: Andreas Ekberg (Sverige) |
| 19:00 UTC+2 | 19:00 UTC+2    |                         |                 |       | Liberec Publik: 0 Domare: Andreas Ekberg (Sverige) | Liberec Publik: 0 Domare: Andreas Ekberg (Sverige) |
| 19:00 UTC+2 | 19:00 UTC+2    |                         |                 |       | Liberec Publik: 0 Domare: Andreas Ekberg (Sverige) | Liberec Publik: 0 Domare: Andreas Ekberg (Sverige) |

|             | 1 oktober 2020 | Hapoel Be'er Sheva        | 1 – 0           | Viktoria Plzeň | Hamoshava Stadium                                       |                                                         |
| 20:30 UTC+3 | 20:30 UTC+3    | Josué Pesqueira 4′ (str.) | (1 – 0) Rapport |                | Petah Tikva Publik: 0 Domare: Srđan Jovanović (Serbien) | Petah Tikva Publik: 0 Domare: Srđan Jovanović (Serbien) |
| 20:30 UTC+3 | 20:30 UTC+3    |                           |                 |                | Petah Tikva Publik: 0 Domare: Srđan Jovanović (Serbien) | Petah Tikva Publik: 0 Domare: Srđan Jovanović (Serbien) |
| 20:30 UTC+3 | 20:30 UTC+3    |                           |                 |                | Petah Tikva Publik: 0 Domare: Srđan Jovanović (Serbien) | Petah Tikva Publik: 0 Domare: Srđan Jovanović (Serbien) |

|             | 1 oktober 2020 | FC Köpenhamn | 0 – 1           | Rijeka                    | Parken                                               |                                                      |
| 20:00 UTC+2 | 20:00 UTC+2    |              | (0 – 1) Rapport | 20′ (sjm.) Peter Ankersen | Köpenhamn Publik: 0 Domare: Chris Kavanagh (England) | Köpenhamn Publik: 0 Domare: Chris Kavanagh (England) |
| 20:00 UTC+2 | 20:00 UTC+2    |              |                 |                           | Köpenhamn Publik: 0 Domare: Chris Kavanagh (England) | Köpenhamn Publik: 0 Domare: Chris Kavanagh (England) |
| 20:00 UTC+2 | 20:00 UTC+2    |              |                 |                           | Köpenhamn Publik: 0 Domare: Chris Kavanagh (England) | Köpenhamn Publik: 0 Domare: Chris Kavanagh (England) |

|             | 1 oktober 2020 | Standard Liège                                          | 3 – 1           | Fehérvár            | Stade Maurice Dufrasne                            |                                                   |
| 20:00 UTC+2 | 20:00 UTC+2    | Nicolas Gavory 51′ Selim Amallah 77′ (str.), 85′ (str.) | (0 – 1) Rapport | 10′ Nemanja Nikolic | Liège Publik: 0 Domare: Willie Collum (Skottland) | Liège Publik: 0 Domare: Willie Collum (Skottland) |
| 20:00 UTC+2 | 20:00 UTC+2    |                                                         |                 |                     | Liège Publik: 0 Domare: Willie Collum (Skottland) | Liège Publik: 0 Domare: Willie Collum (Skottland) |
| 20:00 UTC+2 | 20:00 UTC+2    |                                                         |                 |                     | Liège Publik: 0 Domare: Willie Collum (Skottland) | Liège Publik: 0 Domare: Willie Collum (Skottland) |

|             | 1 oktober 2020 | Basel                             | 1 – 3           | CSKA Sofia                             | St. Jakob-Park                                    |                                                   |
| 20:30 UTC+2 | 20:30 UTC+2    | Arthur Mendonça Cabral 54′ (str.) | (0 – 0) Rapport | 72′, 88′ Rodrigues 90+7′ Ahmed Ahmedov | Basel Publik: 0 Domare: Ivan Kružliak (Slovakien) | Basel Publik: 0 Domare: Ivan Kružliak (Slovakien) |
| 20:30 UTC+2 | 20:30 UTC+2    |                                   |                 |                                        | Basel Publik: 0 Domare: Ivan Kružliak (Slovakien) | Basel Publik: 0 Domare: Ivan Kružliak (Slovakien) |
| 20:30 UTC+2 | 20:30 UTC+2    |                                   |                 |                                        | Basel Publik: 0 Domare: Ivan Kružliak (Slovakien) | Basel Publik: 0 Domare: Ivan Kružliak (Slovakien) |

|             | 1 oktober 2020 | AEK Aten                                | 2 – 1           | Wolfsburg           | Olympiastadion                                      |                                                     |
| 21:45 UTC+3 | 21:45 UTC+3    | André Simões 64′ Karim Ansarifard 90+4′ | (0 – 1) Rapport | 45+1′ Admir Mehmedi | Aten Publik: 0 Domare: Artur Soares Dias (Portugal) | Aten Publik: 0 Domare: Artur Soares Dias (Portugal) |
| 21:45 UTC+3 | 21:45 UTC+3    |                                         |                 |                     | Aten Publik: 0 Domare: Artur Soares Dias (Portugal) | Aten Publik: 0 Domare: Artur Soares Dias (Portugal) |
| 21:45 UTC+3 | 21:45 UTC+3    |                                         |                 |                     | Aten Publik: 0 Domare: Artur Soares Dias (Portugal) | Aten Publik: 0 Domare: Artur Soares Dias (Portugal) |

|             | 1 oktober 2020 | Rangers                               | 2 – 1           | Galatasaray | Ibrox Stadium                                         |                                                       |
| 19:45 UTC+1 | 19:45 UTC+1    | Scott Arfield 52′ James Tavernier 59′ | (0 – 0) Rapport | 87′ Marcão  | Glasgow Publik: 0 Domare: Andris Treimanis (Lettland) | Glasgow Publik: 0 Domare: Andris Treimanis (Lettland) |
| 19:45 UTC+1 | 19:45 UTC+1    |                                       |                 |             | Glasgow Publik: 0 Domare: Andris Treimanis (Lettland) | Glasgow Publik: 0 Domare: Andris Treimanis (Lettland) |
| 19:45 UTC+1 | 19:45 UTC+1    |                                       |                 |             | Glasgow Publik: 0 Domare: Andris Treimanis (Lettland) | Glasgow Publik: 0 Domare: Andris Treimanis (Lettland) |

|             | 1 oktober 2020 | Rio Ave | 0000 2 – 2 (e.fl.)         | AC Milan | Estádio dos Arcos                                          |                                                            |
| 20:00 UTC+1 | 20:00 UTC+1    | Francisco Geraldes 72′ Jacinto Muondo Dala 91′ | (0 – 0) Rapport            | 51′ Alexis Saelemaekers 120+2′ (str.) Hakan Çalhanoğlu | Vila do Conde Publik: 0 Domare: esús Gil Manzano (Spanien) | Vila do Conde Publik: 0 Domare: esús Gil Manzano (Spanien) |
| 20:00 UTC+1 | 20:00 UTC+1    | |                            | | Vila do Conde Publik: 0 Domare: esús Gil Manzano (Spanien) | Vila do Conde Publik: 0 Domare: esús Gil Manzano (Spanien) |
| 20:00 UTC+1 | 20:00 UTC+1    | Francisco Geraldes Aderlan Santos Nikola Jambor Lucas Piazon Filipe Augusto Jacinto Muondo Dala Gabrielzinho Nélson Monte Ivo Pinto Paweł Kieszek Francisco Geraldes Aderlan Santos | Straffsparksläggning 8 – 9 | Ismaël Bennacer Simon Kjær Theo Hernandez Brahim Díaz Hakan Çalhanoğlu Davide Calabria Sandro Tonali Lorenzo Colombo Rafael Leão Gianluigi Donnarumma Ismaël Bennacer Simon Kjær | Vila do Conde Publik: 0 Domare: esús Gil Manzano (Spanien) | Vila do Conde Publik: 0 Domare: esús Gil Manzano (Spanien) |

|             | 1 oktober 2020 | Sporting Lissabon | 1 – 4           | Lask                                                                    | Estádio José Alvalade                                 |                                                       |
| 20:00 UTC+1 | 20:00 UTC+1    | Tomás 42′         | (1 – 1) Rapport | 14′ Gernot Trauner 58′ Marko Raguž 65′ Peter Michorl 69′ Andreas Gruber | Lissabon Publik: 0 Domare: Aleksei Kulbakov (Belarus) | Lissabon Publik: 0 Domare: Aleksei Kulbakov (Belarus) |
| 20:00 UTC+1 | 20:00 UTC+1    |                   |                 |                                                                         | Lissabon Publik: 0 Domare: Aleksei Kulbakov (Belarus) | Lissabon Publik: 0 Domare: Aleksei Kulbakov (Belarus) |
| 20:00 UTC+1 | 20:00 UTC+1    |                   |                 |                                                                         | Lissabon Publik: 0 Domare: Aleksei Kulbakov (Belarus) | Lissabon Publik: 0 Domare: Aleksei Kulbakov (Belarus) |

|             | 1 oktober 2020 | Tottenham Hotspur                                                                               | 7 – 2           | Maccabi Haifa                                  | Tottenham Hotspur Stadium                         |                                                   |
| 20:00 UTC+1 | 20:00 UTC+1    | Harry Kane 2′, 56′ (str.), 74′ Lucas Moura 21′ Giovani Lo Celso 37′, 40′ Dele Alli 90+1′ (str.) | (4 – 1) Rapport | 17′ Tjaronn Chery 52′ (str.) Nikita Rukavytsya | London Publik: 0 Domare: Ruddy Buquet (Frankrike) | London Publik: 0 Domare: Ruddy Buquet (Frankrike) |
| 20:00 UTC+1 | 20:00 UTC+1    |                                                                                                 |                 |                                                | London Publik: 0 Domare: Ruddy Buquet (Frankrike) | London Publik: 0 Domare: Ruddy Buquet (Frankrike) |
| 20:00 UTC+1 | 20:00 UTC+1    |                                                                                                 |                 |                                                | London Publik: 0 Domare: Ruddy Buquet (Frankrike) | London Publik: 0 Domare: Ruddy Buquet (Frankrike) |

## Anmärkningslista
1. ↑  Matchen mellan Tre penne och Gjilani i den inledande kvalomgång var ursprungligen planerad att spelas den 20 augusti 2020 21:00 UTC+2, men sköts upp då en spelare i Gjilani hade testat positivt för sars-cov-2.[1][2]
2. ↑  Matchen mellan Lincoln Red Imps och Prishtina i den inledande omgången var ursprungligen planerad att spelas den 18 augusti 2020, men sköts upp då flera spelare i Prishtina testats positivt för sars-cov-2 och hela laget sattes i karantän av myndigheterna i Gibraltar.[3] Matchen kunde inte genomföras på det uppskjutna datumet heller, då hela åtta spelare från Prishtina testats positivt för sars-cov-2 och hela laget sattes i karantän av myndigheterna i Gibraltar igen.[4][5] Lincoln Red Imps tilldelades en 3–0-seger.[6]
3. ↑  Matchen mellan Maccabi Haifa och Željezničar i första kvalomgången var ursprungligen planerad att spelas den 27 augusti 2020 20:00 UTC+3, men sköts upp på grund av fem personer i ledningen för Željezničar testat positivt för sars-cov-2 och hela lagets sattes i karantän av israeliska myndigheter.[7]
4. ↑  Matchen i första kvalomgången mellan Nõmme Kalju och Mura, ursprungligen planerad att spelas 27 augusti 2020 17:30 UTC+3 sköts upp på grund av att en spelare från vardera lag testat positivt för sars-cov-2 och båda lagen sattes i karantän av estniska myndigheter.[8]
5. ↑  Matchen mellan Riga och Tre Fiori i andra kvalomgången var ursprungligen planerad att spelas den 17 september 2020 20:00 UTC+2 men fick avbrytas på grund av starka vindar.[9]
6. ↑  Matchen var ursprungligen planerad att spelas på Vazgen Sargsian Republikanstadion i Jerevan men flyttades till Cypern på grund av konflikten i Nagorno-Karabach.